# Németország a 2012. évi nyári olimpiai játékokon
Németország a nagy-britanniai Londonban megrendezett 2012. évi nyári olimpiai játékok egyik részt vevő nemzete volt. Az országot az olimpián 27 sportágban 392 sportoló képviselte, akik összesen 44 érmet szereztek.

## Érmesek
| Érem  | Versenyző | Sportág       | Versenyszám               |
| ----- | --- | ------------- | ------------------------- |
| Arany | Robert Harting | Atlétika      | Férfi diszkoszvetés       |
| Arany | Tim Grohmann Lauritz Schoof Karl Schulze Philipp Wende | Evezés        | Férfi négypárevezős       |
| Arany | Filip Adamski Eric Johannesen Andreas Kuffner Florian Mennigen Lukas Müller Maximilian Reinelt Martin Sauer Richard Schmidt Kristof Wilke | Evezés        | Férfi nyolcas             |
| Arany | Nemzeti válogatott Oskar Deecke Florian Fuchs Moritz Fürste Martin Häner Tobias Hauke Oliver Korn Maximilian Müller Jan Philipp Rabente Thilo Stralkowski Max Weinhold Christopher Wesley Timo Wess Benjamin Wess Matthias Witthaus Philipp Zeller Christopher Zeller | Gyeplabda     | Férfi                     |
| Arany | Sebastian Brendel | Kajak-kenu    | Férfi kenu egyes 1000 m   |
| Arany | Kurt Kuschela Peter Kretschmer | Kajak-kenu    | Férfi kenu kettes 1000 m  |
| Arany | Tina Dietze Franziska Weber | Kajak-kenu    | Női kajak kettes 500 m    |
| Arany | Kristina Vogel Miriam Welte | Kerékpározás  | Női csapatsprint          |
| Arany | Michael Jung | Lovaglás      | Lovastusa, egyéni         |
| Arany | Sandra Auffarth Michael Jung Ingrid Klimke Dirk Schrade Peter Thomsen | Lovaglás      | Lovastusa, csapat         |
| Arany | Julius Brink Jonas Reckermann | Röplabda      | Férfi strandröplabda      |
| Ezüst | Björn Otto | Atlétika      | Férfi rúdugrás            |
| Ezüst | David Storl | Atlétika      | Férfi súlylökés           |
| Ezüst | Christina Obergföll | Atlétika      | Női gerelyhajítás         |
| Ezüst | Lilli Schwarzkopf | Atlétika      | Női hétpróba              |
| Ezüst | Ole Bischof | Cselgáncs     | Férfi váltósúly           |
| Ezüst | Kerstin Thiele | Cselgáncs     | Női középsúly             |
| Ezüst | Carina Bär Britta Oppelt Julia Richter Annekatrin Thiele | Evezés        | Női négypárevezős         |
| Ezüst | Tina Dietze Carolin Leonhardt Katrin Wagner-Augustin Franziska Weber | Kajak-kenu    | Női kajak négyes 500 m    |
| Ezüst | Sideris Tasiadis | Kajak-kenu    | Férfi szlalom kenu egyes  |
| Ezüst | Sabine Spitz | Kerékpározás  | Női terep-kerékpározás    |
| Ezüst | Tony Martin | Kerékpározás  | Férfi egyéni időfutam     |
| Ezüst | Judith Arndt | Kerékpározás  | Női egyéni időfutam       |
| Ezüst | Maximilian Levy | Kerékpározás  | Férfi keirin              |
| Ezüst | Helen Langehanenberg Dorothee Schneider Kristina Sprehe | Lovaglás      | Díjlovaglás, csapat       |
| Ezüst | Fabian Hambüchen | Torna         | Férfi nyújtó              |
| Ezüst | Marcel Nguyen | Torna         | Férfi korlát              |
| Ezüst | Marcel Nguyen | Torna         | Férfi egyéni összetett    |
| Ezüst | Thomas Lurz | Úszás         | Férfi 10 km nyílt vízi    |
| Ezüst | Britta Heidemann | Vívás         | Női párbajtőr, egyéni     |
| Bronz | Dimitrij Ovtcharov | Asztalitenisz | Férfi egyes               |
| Bronz | Timo Boll Dimitrij Ovtcharov Bastian Steger | Asztalitenisz | Férfi csapat              |
| Bronz | Raphael Holzdeppe | Atlétika      | Férfi rúdugrás            |
| Bronz | Betty Heidler | Atlétika      | Női kalapácsvetés         |
| Bronz | Linda Stahl | Atlétika      | Női gerelyhajítás         |
| Bronz | Dimitri Peters | Cselgáncs     | Férfi félnehézsúly        |
| Bronz | Andreas Tölzer | Cselgáncs     | Férfi nehézsúly           |
| Bronz | Max Hoff | Kajak-kenu    | Férfi kajak egyes 1000 m  |
| Bronz | Martin Hollstein Andreas Ihle | Kajak-kenu    | Férfi kajak kettes 1000 m |
| Bronz | Hannes Aigner | Kajak-kenu    | Férfi szlalom kajak egyes |
| Bronz | René Enders Robert Förstemann Maximilian Levy | Kerékpározás  | Férfi csapatsprint        |
| Bronz | Sandra Auffarth | Lovaglás      | Lovastusa, egyéni         |
| Bronz | Helena Fromm | Taekwondo     | Női váltósúlyú            |
| Bronz | Sebastian Bachmann Peter Joppich Benjamin Kleibrink André Weßels | Vívás         | Férfi tőr, csapat         |

## Asztalitenisz
Férfi
| Versenyző                                   | Versenyszám | Selejtező         | 64-es főtábla     | 48-as főtábla     | 32-es főtábla                                   | Nyolcaddöntő                                                          | Negyeddöntő                                                           | Elődöntő                                           | Döntő                                                                           | Helyezés |
| Versenyző                                   | Versenyszám | Ellenfél Eredmény | Ellenfél Eredmény | Ellenfél Eredmény | Ellenfél Eredmény                               | Ellenfél Eredmény                                                     | Ellenfél Eredmény                                                     | Ellenfél Eredmény                                  | Ellenfél Eredmény                                                               | Helyezés |
| ------------------------------------------- | ----------- | ----------------- | ----------------- | ----------------- | ----------------------------------------------- | --------------------------------------------------------------------- | --------------------------------------------------------------------- | -------------------------------------------------- | ------------------------------------------------------------------------------- | -------- |
| Timo Boll                                   | Egyes       | erőnyerő          | erőnyerő          | erőnyerő          | Noshad Alamian (IRI) · 11-8, 11-5, 12-10, 12-10 | Adrian Crișan (ROU) · 9-11, 11-8, 13-15, 10-12, 6-11                  | kiesett                                                               | kiesett                                            | kiesett                                                                         | 9.       |
| Dimitrij Ovtcharov                          | Egyes       | erőnyerő          | erőnyerő          | erőnyerő          | Paul Drinkhall (GBR) · 11-8, 11-5, 11-9, 11-4   | Weixing Chen (AUT) · 11-8, 16-14, 11-8, 11-5                          | Michael Maze (DEN) · 11-8, 12-10, 1-11, 9-11, 9-11, 11-6, 11-9        | Zhang Jike (CHN) · 8-11, 3-11, 11-5, 9-11, 8-11    | Bronzmérkőzés · Chuan Chih-Yuan (TPE) · 12-10, 9-11, 8-11, 13-11, 11-5, 14-12   |          |
| Timo Boll Dimitrij Ovtcharov Bastian Steger | Csapat      |                   |                   |                   |                                                 | Svédország (SWE) · Jörgen Persson · Pär Gerell · Jens Lundqvist · 3–1 | Ausztria (AUT) · Weixing Chen · Gárdos Róbert · Werner Schlager · 3-0 | Kína (CHN) · Ma Long · Zhang Jike · Vang Hao · 1–3 | Bronzmérkőzés · Hongkong (HKG) · Leung Chu Yan · Tang Peng · Jiang Tianyi · 3–1 |          |

Női
| Versenyző                                   | Versenyszám | Selejtező         | 64-es főtábla     | 48-as főtábla                                      | 32-es főtábla                                                     | Nyolcaddöntő                                                    | Negyeddöntő                                                        | Elődöntő          | Döntő             | Helyezés |
| Versenyző                                   | Versenyszám | Ellenfél Eredmény | Ellenfél Eredmény | Ellenfél Eredmény                                  | Ellenfél Eredmény                                                 | Ellenfél Eredmény                                               | Ellenfél Eredmény                                                  | Ellenfél Eredmény | Ellenfél Eredmény | Helyezés |
| ------------------------------------------- | ----------- | ----------------- | ----------------- | -------------------------------------------------- | ----------------------------------------------------------------- | --------------------------------------------------------------- | ------------------------------------------------------------------ | ----------------- | ----------------- | -------- |
| Kristin Silbereisen                         | Egyes       | erőnyerő          | erőnyerő          | Joanna Parker (GBR) · 11-6, 11-7, 7-11, 11-2, 11-4 | Viktorija Pavlavics (BLR) · 10-12, 11-13, 11-9, 13-11, 4-11, 7-11 | kiesett                                                         | kiesett                                                            | kiesett           | kiesett           | 17.      |
| Wu Jiaduo                                   | Egyes       | erőnyerő          | erőnyerő          | erőnyerő                                           | Iveta Vacenovská (CZE) · 11-9, 15-13, 8-11, 11-8, 9-11, 11-5      | Feng Tian Wei (SIN) · 6-11, 11-7, 5-11, 11-9, 6-11, 6-11        | kiesett                                                            | kiesett           | kiesett           | 9.       |
| Irene Ivancan Wu Jiaduo Kristin Silbereisen | Csapat      |                   |                   |                                                    |                                                                   | Ausztrália (AUS) · Miao Miao · Jian-Fang Lay · Vivian Tan · 3–0 | Japán (JPN) · Fukuhara Ai · Isikava Kaszumi · Hirano Szajaka · 0-3 | kiesett           | kiesett           | 5.       |

## Atlétika
Férfi
| Versenyző                                                  | Versenyszám     | Előfutam | Előfutam | Előfutam | Elődöntő | Elődöntő | Elődöntő | Döntő   | Döntő    |
| Versenyző                                                  | Versenyszám     | Idő      | Hely.    | Össz.    | Idő      | Hely.    | Össz.    | Idő     | Helyezés |
| ---------------------------------------------------------- | --------------- | -------- | -------- | -------- | -------- | -------- | -------- | ------- | -------- |
| Sören Ludolph                                              | 800 m           | 1:48,57  | 7.       | 39.      | kiesett  | kiesett  | kiesett  | kiesett | kiesett  |
| Carsten Schlangen                                          | 1500 m          | 3:41,51  | 6.       | 26.      | 3:38,23  | 11.      | 11.      | kiesett | kiesett  |
| Arne Gabius                                                | 5000 m          | 13:28,01 | 7.       | 20.      |          |          |          | kiesett | kiesett  |
| Erik Balnuweit                                             | 110 m gát       | 13,77    | 6.       | 36.      | kiesett  | kiesett  | kiesett  | kiesett | kiesett  |
| Matthias Bühler                                            | 110 m gát       | 13,68    | 6.       | 30.      | kiesett  | kiesett  | kiesett  | kiesett | kiesett  |
| Alexander John                                             | 110 m gát       | 13,67    | 6.       | 28.*     | kiesett  | kiesett  | kiesett  | kiesett | kiesett  |
| Silvio Schirrmeister                                       | 400 m gát       | 50,21    | 4.       | 30.      | kiesett  | kiesett  | kiesett  | kiesett | kiesett  |
| Steffen Uliczka                                            | 3000 m akadály  | 8:41,08  | 13.      | 33.      |          |          |          | kiesett | kiesett  |
| André Höhne                                                | 20 km gyaloglás |          |          |          |          |          |          | 1:22:02 | 21.      |
| André Höhne                                                | 50 km gyaloglás |          |          |          |          |          |          | 3:44:26 | 11.      |
| Christopher Linke                                          | 50 km gyaloglás |          |          |          |          |          |          | 3:49:19 | 24.      |
| Julian Reus Tobias Unger Alexander Kosenkow Lucas Jakubzyk | 4 × 100 m váltó | 38,37    | 7.       | 11.      |          |          |          | kiesett | kiesett  |
| Jonas Plass Kamghe Gaba Eric Krüger Thomas Schneider       | 4 × 400 m váltó | 3:03,50  | 6.       | 11.      |          |          |          | kiesett | kiesett  |

| Versenyző         | Versenyszám   | Selejtező             | Selejtező             | Döntő    | Döntő    |
| Versenyző         | Versenyszám   | Eredmény              | Helyezés              | Eredmény | Helyezés |
| ----------------- | ------------- | --------------------- | --------------------- | -------- | -------- |
| Raphael Holzdeppe | Rúdugrás      | 565 cm                | 1.*                   | 591 cm   |          |
| Malte Mohr        | Rúdugrás      | 550 cm                | 9.***                 | 550 cm   | 9.*      |
| Björn Otto        | Rúdugrás      | 550 cm                | 9.***                 | 591 cm   |          |
| Sebastian Bayer   | Távolugrás    | 792 cm                | 12.                   | 810 cm   | 5.       |
| Alyn Camara       | Távolugrás    | 772 cm                | 22.                   | kiesett  | kiesett  |
| Christian Reif    | Távolugrás    | 792 cm                | 13.                   | kiesett  | kiesett  |
| Ralf Bartels      | Súlylökés     | 20,00 m               | 16.                   | kiesett  | kiesett  |
| David Storl       | Súlylökés     | 21,15 m               | 2.                    | 21,86 m  |          |
| Robert Harting    | Diszkoszvetés | 66,22 m               | 2.                    | 68,27 m  |          |
| Markus Münch      | Diszkoszvetés | 59,95 m               | 30.                   | kiesett  | kiesett  |
| Martin Wierig     | Diszkoszvetés | 64,13 m               | 8.                    | 65,85 m  | 6.       |
| Tino Häber        | Gerelyhajítás | 80,39 m               | 12.                   | 81,21 m  | 8.       |
| Matthias de Zordo | Gerelyhajítás | érvényes dobás nélkül | érvényes dobás nélkül | kiesett  | kiesett  |

| Versenyző          | Versenyszám | 100 m | 100 m | Távolugrás | Távolugrás | Súlylökés | Súlylökés | Magasugrás | Magasugrás | 400 m | 400 m | 110 m gát | 110 m gát | Diszkoszvetés | Diszkoszvetés | Rúdugrás | Rúdugrás | Gerelyhajítás    | Gerelyhajítás    | 1500 m           | 1500 m           | Végeredmény   | Végeredmény   |
| Versenyző          | Versenyszám | Idő   | Pont  | Eredmény   | Pont       | Eredmény  | Pont      | Eredmény   | Pont       | Idő   | Pont  | Idő       | Pont      | Eredmény      | Pont          | Eredmény | Pont     | Eredmény         | Pont             | Idő              | Pont             | Pont          | Helyezés      |
| ------------------ | ----------- | ----- | ----- | ---------- | ---------- | --------- | --------- | ---------- | ---------- | ----- | ----- | --------- | --------- | ------------- | ------------- | -------- | -------- | ---------------- | ---------------- | ---------------- | ---------------- | ------------- | ------------- |
| Pascal Behrenbruch | Tízpróba    | 11,06 | 847   | 715 cm     | 850        | 15,67 m   | 831       | 196 cm     | 767        | 50,04 | 813   | 14,33     | 932       | 44,71 m       | 761           | 470 cm   | 819      | 64,80 m          | 810              | 4:37,46          | 696              | 8126          | 10.           |
| Rico Freimuth      | Tízpróba    | 10,65 | 940   | 721 cm     | 864        | 14,87 m   | 782       | 190 cm     | 714        | 48,06 | 906   | 13,89     | 989       | 49,11 m       | 852           | 490 cm   | 880      | 57,37 m          | 698              | 4:37,62          | 695              | 8320          | 6.            |
| Jan Felix Knobel   | Tízpróba    | 11,42 | 769   | 705 cm     | 826        | 15,29 m   | 808       | 190 cm     | 714        | 49,87 | 821   | 15,03     | 846       | 46,10 m       | 790           | 440 cm   | 731      | nem állt rajthoz | nem állt rajthoz | nem állt rajthoz | nem állt rajthoz | nem ért célba | nem ért célba |

Női
| Versenyző                                                         | Versenyszám     | Selejtező | Selejtező | Selejtező | Előfutam | Előfutam | Előfutam | Elődöntő | Elődöntő | Elődöntő | Döntő         | Döntő         |
| Versenyző                                                         | Versenyszám     | Idő       | Hely.     | Össz.     | Idő      | Hely.    | Össz.    | Idő      | Hely.    | Össz.    | Idő           | Helyezés      |
| ----------------------------------------------------------------- | --------------- | --------- | --------- | --------- | -------- | -------- | -------- | -------- | -------- | -------- | ------------- | ------------- |
| Tatjana Pinto                                                     | 100 m           | kiemelt   | kiemelt   | kiemelt   | 11,39    | 4.       | 31.      | kiesett  | kiesett  | kiesett  | kiesett       | kiesett       |
| Verena Sailer                                                     | 100 m           | kiemelt   | kiemelt   | kiemelt   | 11,12    | 3.       | 15.      | 11,25    | 6.       | 15.      | kiesett       | kiesett       |
| Corinna Harrer                                                    | 1500 m          |           |           |           | 4:07,83  | 10.      | 17.*     | 4:05,70  | 7.       | 17.      | kiesett       | kiesett       |
| Sabrina Mockenhaupt                                               | 10 000 m        |           |           |           |          |          |          |          |          |          | 31:50,35      | 17.           |
| Carolin Nytra                                                     | 100 m gát       |           |           |           | 13,30    | 3.       | 26.      | 13,31    | 7.       | 21.      | kiesett       | kiesett       |
| Cindy Roleder                                                     | 100 m gát       |           |           |           | 13,06    | 4.       | 18.      | 13,02    | 7.       | 18.      | kiesett       | kiesett       |
| Gesa Felicitas Krause                                             | 3000 m akadály  |           |           |           | 9:24,91  | 1.       | 2.       |          |          |          | 9:23,52       | 8.            |
| Antja Möldner                                                     | 3000 m akadály  |           |           |           | 9:26,57  | 4.       | 7.       |          |          |          | 9:21,78       | 7.            |
| Susanne Hahn                                                      | Maraton         |           |           |           |          |          |          |          |          |          | 2:30:22       | 32.           |
| Irina Mikitenko                                                   | Maraton         |           |           |           |          |          |          |          |          |          | 2:26:44       | 14.           |
| Melanie Seeger                                                    | 20 km gyaloglás |           |           |           |          |          |          |          |          |          | 1:30:44       | 19.           |
| Sabine Zimmer                                                     | 20 km gyaloglás |           |           |           |          |          |          |          |          |          | nem ért célba | nem ért célba |
| Leena Günther Anne Möllinger Tatjana Pinto Verena Sailer          | 4 × 100 m váltó |           |           |           | 42,69    | 3.       | 7.       |          |          |          | 42,67         | 5.            |
| Esther Cremer Janin Lindenberg Maral Feizbakhsh Fabienne Kohlmann | 4 × 400 m váltó |           |           |           | 3:31,06  | 8.       | 14.      |          |          |          | kiesett       | kiesett       |

| Versenyző           | Versenyszám   | Selejtező | Selejtező | Döntő    | Döntő    |
| Versenyző           | Versenyszám   | Eredmény  | Helyezés  | Eredmény | Helyezés |
| ------------------- | ------------- | --------- | --------- | -------- | -------- |
| Ariane Friedrich    | Magasugrás    | 193 cm    | 14.       | kiesett  | kiesett  |
| Elizaveta Ryzih     | Rúdugrás      | 455 cm    | 4.        | 445 cm   | 6.**     |
| Silke Spiegelburg   | Rúdugrás      | 455 cm    | 6.        | 455 cm   | 4.       |
| Martina Strutz      | Rúdugrás      | 455 cm    | 7.**      | 455 cm   | 5.       |
| Sostene Moguenara   | Távolugrás    | 623 cm    | 21.       | kiesett  | kiesett  |
| Nadine Kleinert     | Súlylökés     | 18,36 m   | 13.       | kiesett  | kiesett  |
| Christina Schwanitz | Súlylökés     | 18,62 m   | 8.        | 18,47 m  | 10.      |
| Josephine Terlecki  | Súlylökés     | 17,78 m   | 18.       | kiesett  | kiesett  |
| Julia Fischer       | Diszkoszvetés | 60,23 m   | 20.       | kiesett  | kiesett  |
| Nadine Müller       | Diszkoszvetés | 65,89 m   | 2.        | 65,94 m  | 5.       |
| Anna Rüh            | Diszkoszvetés | 62,98 m   | 9.        | 61,36 m  | 10.      |
| Betty Heidler       | Kalapácsvetés | 74,44 m   | 3.        | 77,12 m  |          |
| Kathrin Klaas       | Kalapácsvetés | 74,14 m   | 5.        | 76,05 m  | 5.       |
| Katharina Molitor   | Gerelyhajítás | 62,05 m   | 9.        | 62,89 m  | 6.       |
| Christina Obergföll | Gerelyhajítás | 66,14 m   | 2.        | 65,16 m  |          |
| Linda Stahl         | Gerelyhajítás | 64,78 m   | 4.        | 64,91 m  |          |

| Versenyző         | Versenyszám | 100 m gát | 100 m gát | Magasugrás | Magasugrás | Súlylökés | Súlylökés | 200 m | 200 m | Távolugrás | Távolugrás | Gerelyhajítás | Gerelyhajítás | 800 m         | 800 m         | Végeredmény | Végeredmény |
| Versenyző         | Versenyszám | Idő       | Pont      | Eredmény   | Pont       | Eredmény  | Pont      | Idő   | Pont  | Eredmény   | Pont       | Eredmény      | Pont          | Idő           | Pont          | Pont        | Helyezés    |
| ----------------- | ----------- | --------- | --------- | ---------- | ---------- | --------- | --------- | ----- | ----- | ---------- | ---------- | ------------- | ------------- | ------------- | ------------- | ----------- | ----------- |
| Julia Mächtig     | Hétpróba    | 14,54     | 903       | 168 cm     | 830        | 14,99 m   | 860       | 25,38 | 852   | 406 cm     | 322        | 44,40 m       | 752           | 2:20,34       | 819           | 5338        | 31.         |
| Jennifer Oeser    | Hétpróba    | 13,42     | 1062      | 180 cm     | 978        | 14,16 m   | 805       | 24,39 | 944   | 607 cm     | 871        | 46,61 m       | 795           | nem ért célba | nem ért célba | 5455        | 30.         |
| Lilli Schwarzkopf | Hétpróba    | 13,26     | 1086      | 183 cm     | 1016       | 14,77 m   | 845       | 24,77 | 908   | 630 cm     | 943        | 51,73 m       | 894           | 2:10,50       | 957           | 6649        |             |

* - egy másik versenyzővel azonos időt/eredményt ért el

** - két másik versenyzővel azonos eredményt ért el

*** - öt másik versenyzővel azonos eredményt ért el

## Birkózás

### Férfi
Kötöttfogású
| Versenyző     | Versenyszám | Selejtező         | Nyolcaddöntő                   | Negyeddöntő       | Elődöntő          | Vigaszág első kör | Vigaszág elődöntő              | Bronz- mérkőzés                     | Döntő             | Helyezés |
| Versenyző     | Versenyszám | Ellenfél Eredmény | Ellenfél Eredmény              | Ellenfél Eredmény | Ellenfél Eredmény | Ellenfél Eredmény | Ellenfél Eredmény              | Ellenfél Eredmény                   | Ellenfél Eredmény | Helyezés |
| ------------- | ----------- | ----------------- | ------------------------------ | ----------------- | ----------------- | ----------------- | ------------------------------ | ----------------------------------- | ----------------- | -------- |
| Frank Stäbler | 66 kg       | erőnyerő          | Lőrincz Tamás (HUN) · 1-4, 0-2 |                   |                   |                   | Justin Lester (USA) · 5-0, 5-0 | Manuchar Tskhadaia (GEO) · 0-1, 1-2 |                   | 5.       |

Szabadfogású
| Versenyző    | Versenyszám | Selejtező         | Nyolcaddöntő                    | Negyeddöntő       | Elődöntő          | Vigaszág első kör | Vigaszág elődöntő               | Bronz- mérkőzés   | Döntő             | Helyezés |
| Versenyző    | Versenyszám | Ellenfél Eredmény | Ellenfél Eredmény               | Ellenfél Eredmény | Ellenfél Eredmény | Ellenfél Eredmény | Ellenfél Eredmény               | Ellenfél Eredmény | Ellenfél Eredmény | Helyezés |
| ------------ | ----------- | ----------------- | ------------------------------- | ----------------- | ----------------- | ----------------- | ------------------------------- | ----------------- | ----------------- | -------- |
| Jesse Ruíz   | 60 kg       | erőnyerő          | Toğrul Əsgərov (AZE) · 0-2, 1-7 |                   |                   |                   | Jumoto Kenicsi (JPN) · 0-6, 2-3 | kiesett           |                   | 10.      |
| Nick Matuhin | 120 kg      | erőnyerő          | Artur Taymazov (UZB) · 0-4, 0-2 |                   |                   |                   | Komeil Ghasemi (IRI) · 0-1, 0-1 | kiesett           |                   | 17.      |

### Női
Szabadfogású
| Versenyző            | Versenyszám | Selejtező         | Nyolcaddöntő                    | Negyeddöntő       | Elődöntő          | Vigaszág első kör | Vigaszág elődöntő | Bronz- mérkőzés   | Döntő             | Helyezés |
| Versenyző            | Versenyszám | Ellenfél Eredmény | Ellenfél Eredmény               | Ellenfél Eredmény | Ellenfél Eredmény | Ellenfél Eredmény | Ellenfél Eredmény | Ellenfél Eredmény | Ellenfél Eredmény | Helyezés |
| -------------------- | ----------- | ----------------- | ------------------------------- | ----------------- | ----------------- | ----------------- | ----------------- | ----------------- | ----------------- | -------- |
| Alexandra Engelhardt | 48 kg       | erőnyerő          | Mayelis Caripá (VEN) · 0-2, 1-2 | kiesett           | kiesett           |                   |                   |                   |                   | 11.      |

## Cselgáncs
Férfi
| Versenyző          | Versenyszám  | Selejtező                                | 32-es főtábla                                    | Nyolcaddöntő                              | Negyeddöntő                          | Elődöntő                                       | Vigaszág elődöntő | Bronz- mérkőzés                         | Döntő                             | Helyezés |
| Versenyző          | Versenyszám  | Ellenfél Eredmény                        | Ellenfél Eredmény                                | Ellenfél Eredmény                         | Ellenfél Eredmény                    | Ellenfél Eredmény                              | Ellenfél Eredmény | Ellenfél Eredmény                       | Ellenfél Eredmény                 | Helyezés |
| ------------------ | ------------ | ---------------------------------------- | ------------------------------------------------ | ----------------------------------------- | ------------------------------------ | ---------------------------------------------- | ----------------- | --------------------------------------- | --------------------------------- | -------- |
| Tobias Englmaier   | Légsúly      | Hovhannesz Davtjan (ARM) · 000(2)–101(1) | kiesett                                          | kiesett                                   | kiesett                              | kiesett                                        |                   |                                         |                                   | 33.      |
| Christopher Völk   | Könnyűsúly   | erőnyerő                                 | Szajndzsargalin Njam-Ocsir (MGL) · 010(1)–011(3) | kiesett                                   | kiesett                              | kiesett                                        |                   |                                         |                                   | 17.      |
| Ole Bischof        | Váltósúly    | erőnyerő                                 | Antonio Ciano (ITA) · 010(1)-000(1)              | Iszlam Bozbajev (KAZ) · 101(1)-001(2)     | Nakai Takahiro (JPN) · 101(0)-000(0) | Travis Stevens (USA) · 000(0)-000(0) (bírói)   |                   |                                         | Kim Dzsebom (KOR) · 000(1)-002(0) |          |
| Christophe Lambert | Középsúly    |                                          | Elxan Məmmədov (AZE) · 011(1)–000(1)             | kiesett                                   | kiesett                              | kiesett                                        |                   |                                         |                                   | 17.      |
| Dimitri Peters     | Félnehézsúly |                                          | Arik Zeevi (ISR) · 100(0)-000(0)                 | Jevgēņijs Borodavko (LAT) · 001(1)-000(0) | Henk Grol (NED) · 010(0)-000(1)      | Tagir Hajbulajev (RUS) · 000(1)-000(0) (bírói) |                   | Ramziddin Sayidov (UZB) · 020(0)-001(0) |                                   |          |
| Andreas Tölzer     | Nehézsúly    |                                          | Adam Okruashvili (GEO) · 020(1)-000(3)           | Vlăduţ Simionescu (ROU) · 100(1)-000(4)   | Bor Barna (HUN) · 001(1)-000(2)      | Alekszandr Mihajlin (RUS) · 000(2)-001(1)      |                   | Ihar Makarav (BLR) · 100(0)-000(1)      |                                   |          |

Női
| Versenyző       | Versenyszám  | Selejtező                                | Nyolcaddöntő                                 | Negyeddöntő                       | Elődöntő                           | Vigaszág elődöntő | Bronz- mérkőzés   | Döntő                               | Helyezés |
| Versenyző       | Versenyszám  | Ellenfél Eredmény                        | Ellenfél Eredmény                            | Ellenfél Eredmény                 | Ellenfél Eredmény                  | Ellenfél Eredmény | Ellenfél Eredmény | Ellenfél Eredmény                   | Helyezés |
| --------------- | ------------ | ---------------------------------------- | -------------------------------------------- | --------------------------------- | ---------------------------------- | ----------------- | ----------------- | ----------------------------------- | -------- |
| Romy Tarangul   | Harmatsúly   | Natalja Kuzjutyina (RUS) · 001(1)-000(0) | Rosalba Forciniti (ITA) · 000(2)-001(0)      | kiesett                           | kiesett                            |                   |                   |                                     | 9.       |
| Miryam Roper    | Könnyűsúly   | Rafaela Silva (BRA) · 000(2)-002(1)      | kiesett                                      | kiesett                           | kiesett                            |                   |                   |                                     | 17.      |
| Claudia Malzahn | Váltósúly    | Urška Žolnir (SLO) · 000(0)-110(0)       | kiesett                                      | kiesett                           | kiesett                            |                   |                   |                                     | 17.      |
| Kerstin Thiele  | Középsúly    | Moira de Villiers (NZL) · 001(0)-000(2)  | Mészáros Anett (HUN) · 000(1)-000(1) (bírói) | Edith Bosch (NED) · 010(1)-000(0) | Chen Fei (CHN) · 000(0)-000(1) *** |                   |                   | Lucie Décosse (FRA) · 000(0)-012(0) |          |
| Heide Wollert   | Félnehézsúly | erőnyerő                                 | Daria Pogorzelec (POL) · 000(0)-020(0)       | kiesett                           | kiesett                            |                   |                   |                                     | 9.       |

## Evezés
Férfi
| Versenyző | Versenyszám                          | Előfutam | Előfutam | Vigaszág | Vigaszág | Negyeddöntő | Negyeddöntő | Elődöntő | Elődöntő | Elődöntő | Döntő | Döntő   | Döntő | Helyezés |
| Versenyző | Versenyszám                          | Idő      | Hely.    | Idő      | Hely.    | Idő         | Hely.       | Típus    | Idő      | Hely.    | Típus | Idő     | Hely. | Helyezés |
| --- | ------------------------------------ | -------- | -------- | -------- | -------- | ----------- | ----------- | -------- | -------- | -------- | ----- | ------- | ----- | -------- |
| Marcel Hacker | Egypárevezős                         | 6:43,80  | 1.       |          |          | 6:54,18     | 2.          | A/B      | 7:22,07  | 3.       | A     | 7:10,21 | 6.    | 6.       |
| Eric Knittel Stephan Krüger | Kétpárevezős                         | 6:17,74  | 1.       |          |          |             |             | A/B      | 6:22,54  | 4.       | B     | 6:23,36 | 3.    | 9.       |
| Linus Lichtschlag Lars Hartig | Könnyűsúlyú kétpárevezős             | 6:49,44  | 2.       |          |          |             |             | A/B      | 6:37,44  | 3.       | A     | 6:49,07 | 6.    | 6.       |
| Anton Braun Felix Drahotta | Kormányos nélküli kettes             | 6:30,42  | 4.       | 6:22,76  | 1.       |             |             | A/B      | 7:02,16  | 5.       | B     | 6:49,93 | 1.    | 7.       |
| Karl Schulze Philipp Wende Lauritz Schoof Tim Grohmann                                                                                                | Négypárevezős                        | 5:39,69  | 1.       |          |          |             |             | A/B      | 6:05,85  | 1.       | A     | 5:42,48 | 1.    |          |
| Gregor Hauffe Toni Seifert Urs Käufer Sebastian Schmidt                                                                                               | Kormányos nélküli négyes             | 6:49,84  | 2.       |          |          |             |             | A/B      | 6:04,61  | 3.       | A     | 6:16,37 | 6.    | 6.       |
| Bastian Seibt Lars Wichert Jochen Kühner Martin Kühner                                                                                                | Könnyűsúlyú kormányos nélküli négyes | 5:52,05  | 3.       |          |          |             |             | A/B      | 6:02,10  | 4.       | B     | 6:10,07 | 3.    | 9.       |
| Filip Adamski Andreas Kuffner Eric Johannesen Maximilian Reinelt Richard Schmidt Lukas Müller Florian Mennigen Kristof Wilke Martin Sauer (kormányos) | Nyolcas                              | 5:25,52  | 1.       |          |          |             |             |          |          |          | A     | 5:48,75 | 1.    |          |

Női
| Versenyző | Versenyszám              | Előfutam | Előfutam | Vigaszág | Vigaszág | Negyeddöntő | Negyeddöntő | Elődöntő | Elődöntő | Elődöntő | Döntő   | Döntő   | Döntő   | Helyezés |
| Versenyző | Versenyszám              | Idő      | Hely.    | Idő      | Hely.    | Idő         | Hely.       | Típus    | Idő      | Hely.    | Típus   | Idő     | Hely.   | Helyezés |
| --- | ------------------------ | -------- | -------- | -------- | -------- | ----------- | ----------- | -------- | -------- | -------- | ------- | ------- | ------- | -------- |
| Marie-Louise Dräger | Egypárevezős             | 7:44,23  | 3.       |          |          | 7:52,17     | 3.          | A/B      | 8:01,05  | 6.       | B       | 8:11,71 | 5.      | 11.      |
| Tina Manker Stephanie Schiller | Kétpárevezős             | 7:08,36  | 4.       | 7:18,37  | 4.       |             |             |          |          |          | B       | 7:33,32 | 3.      | 9.       |
| Lena Müller Anja Noske | Könnyűsúlyú kétpárevezős | 7:19,24  | 2.       |          |          |             |             | A/B      | 7:10,16  | 3.       | A       | 7:22,18 | 6.      | 6.       |
| Kerstin Hartmann Marlene Sinnig | Kormányos nélküli kettes | 7:10,28  | 4.       | 7:10,42  | 2.       |             |             |          |          |          | A       | 7:42,06 | 6.      | 6.       |
| Annekatrin Thiele Carina Bär Julia Richter Britta Oppelt                                                                                               | Négypárevezős            | 6:13,62  | 1.       |          |          |             |             |          |          |          | A       | 6:38,09 | 2.      |          |
| Ronja Schütte Julia Lepke Daniela Schultze Katrin Thiem Ulrike Sennewald Nadja Drygalla Kathrin Marchand Constanze Siering Laura Schwensen (kormányos) | Nyolcas                  | 6:34,32  | 4.       | 6:27,69  | 4.       | kiesett     | kiesett     | kiesett  | kiesett  | kiesett  | kiesett | kiesett | kiesett | 7.       |

## Gyeplabda

### Férfi
| Német férfi gyeplabdacsapat-játékoskeret                                                                                             | Német férfi gyeplabdacsapat-játékoskeret |
| --- | --- |
| - Oskar Deecke - Florian Fuchs - Moritz Fürste - Martin Häner - Tobias Hauke - Oliver Korn - Maximilian Müller - Jan-Philipp Rabente | - Thilo Stralkowski - Max Weinhold - Christopher Wesley - Timo Weß - Benjamin Weß - Matthias Witthaus - Philipp Zeller - Christopher Zeller |

#### Eredmények
Csoportkör
B csoport
| Csapat            | M | Gy | D | V | G+ | G– | Gk  | P  |
| ----------------- | - | -- | - | - | -- | -- | --- | -- |
| Hollandia (NED)   | 5 | 5  | 0 | 0 | 18 | 7  | +11 | 15 |
| Németország (GER) | 5 | 3  | 1 | 1 | 14 | 11 | +3  | 10 |
| Belgium (BEL)     | 5 | 2  | 1 | 2 | 8  | 7  | +1  | 7  |
| Dél-Korea (KOR)   | 5 | 2  | 0 | 3 | 9  | 8  | +1  | 6  |
| Új-Zéland (NZL)   | 5 | 1  | 2 | 2 | 10 | 14 | −4  | 5  |
| India (IND)       | 5 | 0  | 0 | 5 | 6  | 18 | −12 | 0  |

| 2012. július 30. 21:15 (20:15) | Németország (GER)      | 2–1               | Belgium (BEL) | Riverbank Arena, London Játékvezetők: Colin Hutchinson (IRL) Marcelo Servetto (ESP) |
| 2012. július 30. 21:15 (20:15) | Fuchs 13' · Zeller 45' | (1–1) Jegyzőkönyv | Dekeyser 4'   | Riverbank Arena, London Játékvezetők: Colin Hutchinson (IRL) Marcelo Servetto (ESP) |

| 2012. augusztus 1. 21:15 (20:15) | Dél-Korea (KOR) | 0–1               | Németország (GER) | Riverbank Arena, London Játékvezetők: David Gentles (AUS) Nathan Stagno (GIB) |
| 2012. augusztus 1. 21:15 (20:15) |                 | (0–1) Jegyzőkönyv | Zeller 33'        | Riverbank Arena, London Játékvezetők: David Gentles (AUS) Nathan Stagno (GIB) |

| 2012. augusztus 3. 13:45 (14:45) | Németország (GER)                          | 5–2               | India (IND)                   | Riverbank Arena, London Játékvezetők: Kim Hong-Lae (KOR) Gary Simmonds (RSA) |
| 2012. augusztus 3. 13:45 (14:45) | Fuchs 7', 16', 36' · Korn 24' · Wesley 34' | (4–1) Jegyzőkönyv | Raghunáth 13' · Khándekar 62' | Riverbank Arena, London Játékvezetők: Kim Hong-Lae (KOR) Gary Simmonds (RSA) |

| 2012. augusztus 5. 16:00 (17:00) | Hollandia (NED)                                     | 3–1               | Németország (GER) | Riverbank Arena, London Játékvezetők: David Gentles (AUS) Ged Curran (GBR) |
| 2012. augusztus 5. 16:00 (17:00) | de Voogd 14' · de Nooijer 36' · van der Weerden 41' | (1–1) Jegyzőkönyv | Zeller 3'         | Riverbank Arena, London Játékvezetők: David Gentles (AUS) Ged Curran (GBR) |

| 2012. augusztus 7. 21:15 (22:15) | Németország (GER)                                          | 5–5               | Új-Zéland (NZL)                                         | Riverbank Arena, London Játékvezetők: David Gentles (AUS) Hamish Jamson (GBR) |
| 2012. augusztus 7. 21:15 (22:15) | Deecke 10' · Fuchs 27' · Stralkowski 47' · Zeller 51', 69' | (2–4) Jegyzőkönyv | Wilson 4' · Petherick 6' · Jenness 21' · Child 30', 36' | Riverbank Arena, London Játékvezetők: David Gentles (AUS) Hamish Jamson (GBR) |

Elődöntő
| 2012. augusztus 9. 15:30 (16:30) | Ausztrália (AUS)        | 2–4               | Németország (GER)                                  | Riverbank Arena, London Játékvezetők: Gary Simmonds (RSA) Hamish Jamson (GBR) |
| 2012. augusztus 9. 15:30 (16:30) | Govers 22' · Turner 42' | (1–1) Jegyzőkönyv | Fürste 27' · Witthaus 54' · T. Weß 59' · Fuchs 63' | Riverbank Arena, London Játékvezetők: Gary Simmonds (RSA) Hamish Jamson (GBR) |

Döntő
| 2012. augusztus 11. 20:00 (21:00) | Németország (GER) | 2–1               | Hollandia (NED)     | Riverbank Arena, London Játékvezetők: David Gentles (AUS) Ged Curran (GBR) |
| 2012. augusztus 11. 20:00 (21:00) | Rabente 33', 66'  | (1–0) Jegyzőkönyv | van der Weerden 54' | Riverbank Arena, London Játékvezetők: David Gentles (AUS) Ged Curran (GBR) |

| Csapat            | Helyezés |
| ----------------- | -------- |
| Németország (GER) |          |

### Női
| Német női gyeplabdacsapat-játékoskeret                                                                                                | Német női gyeplabdacsapat-játékoskeret                                                                                                   |
| --- | --- |
| - Anke Brockmann - Yvonne Frank - Mandy Haase - Lisa Altenburg - Nina Hasselmann - Kristina Hillmann - Natascha Keller - Marie Mavers | - Julia Müller - Janne Müller-Wieland - Katharina Otte - Jennifer Plass - Fanny Rinne - Christina Schütze - Maike Stöckel - Céline Wilde |

#### Eredmények
Csoportkör
B csoport
| Csapat                        | M | Gy | D | V | G+ | G– | Gk | P  |
| ----------------------------- | - | -- | - | - | -- | -- | -- | -- |
| Argentína (ARG)               | 5 | 3  | 1 | 1 | 12 | 4  | +8 | 10 |
| Új-Zéland (NZL)               | 5 | 3  | 1 | 1 | 9  | 5  | +4 | 10 |
| Ausztrália (AUS)              | 5 | 3  | 1 | 1 | 5  | 2  | +3 | 10 |
| Németország (GER)             | 5 | 2  | 1 | 2 | 6  | 7  | −1 | 7  |
| Dél-afrikai Köztársaság (RSA) | 5 | 1  | 0 | 4 | 9  | 14 | −5 | 3  |
| Egyesült Államok (USA)        | 5 | 1  | 0 | 4 | 3  | 12 | −9 | 3  |

| 2012. július 29. 21:15 (22:15) | Németország (GER)   | 2–1               | Egyesült Államok (USA) | Riverbank Arena, London Játékvezetők: Carol Metchette (IRL) Wendy Stewart (CAN) |
| 2012. július 29. 21:15 (22:15) | Rinne 8' · Hahn 21' | (2–0) Jegyzőkönyv | Crandall 56'           | Riverbank Arena, London Játékvezetők: Carol Metchette (IRL) Wendy Stewart (CAN) |

| 2012. július 31. 21:15 (22:15) | Németország (GER) | 1–3               | Ausztrália (AUS)                     | Riverbank Arena, London Játékvezetők: Frances Block (GBR) Michelle Joubert (RSA) |
| 2012. július 31. 21:15 (22:15) | Otte 9'           | (1–1) Jegyzőkönyv | Munro 20' · Flanagan 46' · Boyce 53' | Riverbank Arena, London Játékvezetők: Frances Block (GBR) Michelle Joubert (RSA) |

| 2012. augusztus 2. 16:00 (17:00) | Dél-afrikai Köztársaság (RSA) | 0–2               | Németország (GER)      | Riverbank Arena, London Játékvezetők: Elena Eskina (RUS) Kang Hyun-Young (KOR) |
| 2012. augusztus 2. 16:00 (17:00) |                               | (0–1) Jegyzőkönyv | Mavers 25' · Rinne 44' | Riverbank Arena, London Játékvezetők: Elena Eskina (RUS) Kang Hyun-Young (KOR) |

| 2012. augusztus 4. 21:15 (22:15) | Németország (GER) | 1–3               | Argentína (ARG)                              | Riverbank Arena, London Játékvezetők: Julie Ashton-Lucy (AUS) Szoma Csieko (JPN) |
| 2012. augusztus 4. 21:15 (22:15) | Hasselmann 67'    | (0–2) Jegyzőkönyv | Maccari 13' · Aymar 28' · Sánchez Moccia 67' | Riverbank Arena, London Játékvezetők: Julie Ashton-Lucy (AUS) Szoma Csieko (JPN) |

| 2012. augusztus 6. 08:30 (09:30) | Új-Zéland (NZL) | 0–0 | Németország (GER) | Riverbank Arena, London Játékvezetők: Soledad Iparraguirre (ARG) Lisa Roach (AUS) |
| 2012. augusztus 6. 08:30 (09:30) | Jegyzőkönyv     |     |                   | Riverbank Arena, London Játékvezetők: Soledad Iparraguirre (ARG) Lisa Roach (AUS) |

A 7. helyért
| 2012. augusztus 8. 11:30 (12:30) | Dél-Korea (KOR) | 1–4               | Németország (GER)                     | Riverbank Arena, London Játékvezetők: Carolina de la Fuente (ARG) Claire Adenot (FRA) |
| 2012. augusztus 8. 11:30 (12:30) | Cshon Szulki 8' | (1–2) Jegyzőkönyv | Hahn 6', 16' · Rinne 55' · Mavers 69' | Riverbank Arena, London Játékvezetők: Carolina de la Fuente (ARG) Claire Adenot (FRA) |

| Csapat            | Helyezés |
| ----------------- | -------- |
| Németország (GER) | 7.       |

## Íjászat
Férfi
| Versenyző   | Versenyszám | Selejtező | Selejtező | 64-es főtábla            | 32-es főtábla     | Nyolcaddöntő      | Negyeddöntő       | Elődöntő          | Döntő             | Helyezés |
| Versenyző   | Versenyszám | Pont      | Kiemelés  | Ellenfél Eredmény        | Ellenfél Eredmény | Ellenfél Eredmény | Ellenfél Eredmény | Ellenfél Eredmény | Ellenfél Eredmény | Helyezés |
| ----------- | ----------- | --------- | --------- | ------------------------ | ----------------- | ----------------- | ----------------- | ----------------- | ----------------- | -------- |
| Camilo Mayr | Egyéni      | 653       | 52.       | Xing Yu (CHN)(13.) · 0-6 | kiesett           | kiesett           | kiesett           | kiesett           | kiesett           | 33.      |

Női
| Versenyző     | Versenyszám | Selejtező | Selejtező | 64-es főtábla               | 32-es főtábla               | Nyolcaddöntő      | Negyeddöntő       | Elődöntő          | Döntő             | Helyezés |
| Versenyző     | Versenyszám | Pont      | Kiemelés  | Ellenfél Eredmény           | Ellenfél Eredmény           | Ellenfél Eredmény | Ellenfél Eredmény | Ellenfél Eredmény | Ellenfél Eredmény | Helyezés |
| ------------- | ----------- | --------- | --------- | --------------------------- | --------------------------- | ----------------- | ----------------- | ----------------- | ----------------- | -------- |
| Elena Richter | Egyéni      | 645       | 30.       | Maja Jager (DEN)(35.) · 6-5 | Tan Ya-Ting (TPE)(3.) · 2-6 | kiesett           | kiesett           | kiesett           | kiesett           | 17.      |

## Kajak-kenu

### Síkvízi
Férfi
| Versenyző                                          | Versenyszám         | Előfutam | Előfutam | Előfutam | Elődöntő | Elődöntő | Elődöntő | Döntő | Döntő    | Döntő    | Helyezés |
| Versenyző                                          | Versenyszám         | Idő      | Hely.    | Össz.    | Idő      | Hely.    | Össz.    | Típus | Idő      | Helyezés | Helyezés |
| -------------------------------------------------- | ------------------- | -------- | -------- | -------- | -------- | -------- | -------- | ----- | -------- | -------- | -------- |
| Ronald Rauhe                                       | Kajak egyes 200 m   | 36,817   | 4.       | 14.      | 36,183   | 4.       | 6.       | A     | 37,553   | 8.       | 8.       |
| Max Hoff                                           | Kajak egyes 1000 m  | 3:30,709 | 2.       | 4.       | 3:29,294 | 1.       | 2.       | A     | 3:27,759 | 3.       |          |
| Ronald Rauhe Jonas Ems                             | Kajak kettes 200 m  | 32,905   | 2.       | 2.       | 32,662   | 2.       | 3.       | A     | 35,405   | 8.       | 8.       |
| Martin Hollstein Andreas Ihle                      | Kajak kettes 1000 m | 3:15,263 | 1.D      | 3.       |          |          |          | A     | 3:10,117 | 3.       |          |
| Marcus Gross Norman Bröckl Tim Wieskötter Max Hoff | Kajak négyes 1000 m | 2:56,987 | 2.       | 4.       | 2:53,575 | 2.       | 2.       | A     | 2:56,172 | 4.       | 4.       |
| Sebastian Brendel                                  | Kenu egyes 200 m    | 41,511   | 2.       | 8.       | 42,161   | 4.       | 11.      | B     | 47,295   | 8.       | 16.      |
| Sebastian Brendel                                  | Kenu egyes 1000 m   | 3:56,469 | 3.       | 3.       | 3:52,122 | 1.       | 2.       | A     | 3:47,176 | 1.       |          |
| Peter Kretschmer Kurt Kuschela                     | Kenu kettes 1000 m  | 3:34,435 | 1.D      | 1.       |          |          |          | A     | 3:33,804 | 1.       |          |

Női
| Versenyző                                                            | Versenyszám        | Előfutam | Előfutam | Előfutam | Elődöntő | Elődöntő | Elődöntő | Döntő | Döntő    | Döntő    | Helyezés |
| Versenyző                                                            | Versenyszám        | Idő      | Hely.    | Össz.    | Idő      | Hely.    | Össz.    | Típus | Idő      | Helyezés | Helyezés |
| -------------------------------------------------------------------- | ------------------ | -------- | -------- | -------- | -------- | -------- | -------- | ----- | -------- | -------- | -------- |
| Silke Hörmann                                                        | Kajak egyes 200 m  | 42,697   | 4.       | 14.      | 42,005   | 6.       | 13.      | B     | 45,686   | 7.       | 15.      |
| Katrin Wagner-Augustin                                               | Kajak egyes 500 m  | 1:53,438 | 3.       | 9.       | 1:53,241 | 4.       | 12.      | B     | 1:52,402 | 1.       | 9.       |
| Franziska Weber Tina Dietze                                          | Kajak kettes 500 m | 1:43,448 | 1.       | 1.       | 1:41,543 | 1.       | 1.       | A     | 1:42,213 | 1.       |          |
| Carolin Leonhardt Franziska Weber Katrin Wagner-Augustin Tina Dietze | Kajak négyes 500 m | 1:31,633 | 1.D      | 1.       |          |          |          | A     | 1:31,298 | 2.       |          |

### Szlalom
Férfi
| Versenyző                  | Versenyszám | Selejtező | Selejtező | Selejtező | Selejtező | Selejtező     | Selejtező     | Elődöntő | Elődöntő | Döntő   | Döntő    |
| Versenyző                  | Versenyszám | 1. futam  | 1. futam  | 2. futam  | 2. futam  | Jobb eredmény | Jobb eredmény | Elődöntő | Elődöntő | Döntő   | Döntő    |
| Versenyző                  | Versenyszám | Pont      | Hely.     | Pont      | Hely.     | Pont          | Hely.         | Pont     | Hely.    | Pont    | Helyezés |
| -------------------------- | ----------- | --------- | --------- | --------- | --------- | ------------- | ------------- | -------- | -------- | ------- | -------- |
| Hannes Aigner              | Kajak egyes | 92,56     | 11.       | 83,49     | 1.        | 83,49         | 1.            | 97,60    | 5.       | 94,92   |          |
| Sideris Tasiadis           | Kenu egyes  | 96,12     | 7.        | 92,83     | 3.        | 92,83         | 4.            | 98,94    | 1.       | 98,09   |          |
| David Schröder Frank Henze | Kenu kettes | 107,50    | 9.        | 107,79    | 8.        | 107,50        | 11.           | kiesett  | kiesett  | kiesett | kiesett  |

Női
| Versenyző         | Versenyszám | Selejtező | Selejtező | Selejtező | Selejtező | Selejtező     | Selejtező     | Elődöntő | Elődöntő | Döntő  | Döntő    |
| Versenyző         | Versenyszám | 1. futam  | 1. futam  | 2. futam  | 2. futam  | Jobb eredmény | Jobb eredmény | Elődöntő | Elődöntő | Döntő  | Döntő    |
| Versenyző         | Versenyszám | Pont      | Hely.     | Pont      | Hely.     | Pont          | Hely.         | Pont     | Hely.    | Pont   | Helyezés |
| ----------------- | ----------- | --------- | --------- | --------- | --------- | ------------- | ------------- | -------- | -------- | ------ | -------- |
| Jasmin Schornberg | Kajak egyes | 106,27    | 6.        | 102,14    | 6.        | 102,14        | 8.            | 112,25   | 7.       | 110,97 | 5.       |

## Kerékpározás

### BMX
| Versenyző      | Versenyszám | Selejtező | Selejtező | Negyeddöntő | Negyeddöntő | Elődöntő | Elődöntő | Döntő   | Döntő    | Helyezés |
| Versenyző      | Versenyszám | Idő       | Helyezés  | Pont        | Helyezés    | Pont     | Helyezés | Idő     | Helyezés | Helyezés |
| -------------- | ----------- | --------- | --------- | ----------- | ----------- | -------- | -------- | ------- | -------- | -------- |
| Maik Baier     | Férfi       | 40,231    | 29.       | 31          | 8.          | kiesett  | kiesett  | kiesett | kiesett  | 31.      |
| Luis Brethauer | Férfi       | 39,431    | 19.       | 22          | 5.          | kiesett  | kiesett  | kiesett | kiesett  | 20.      |

### Hegyi-kerékpározás
| Versenyző       | Versenyszám        | Idő             | Helyezés |
| --------------- | ------------------ | --------------- | -------- |
| Manuel Fumic    | Férfi terepverseny | 1:30:31 (+1:24) | 7.       |
| Moritz Milatz   | Férfi terepverseny | 1:38:59 (+9:52) | 34.      |
| Adelheid Morath | Női terepverseny   | 1:37:17 (+6:25) | 16.      |
| Sabine Spitz    | Női terepverseny   | 1:31:54 (+1:02) |          |

### Országúti kerékpározás
Férfi
| Versenyző      | Versenyszám   | Idő                 | Helyezés      |
| -------------- | ------------- | ------------------- | ------------- |
| John Degenkolb | Mezőnyverseny | 5:48:49 (+2:52)     | 105.          |
| André Greipel  | Mezőnyverseny | 5:46:37 (+0:40)     | 27.           |
| Marcel Sieberg | Mezőnyverseny | 5:47:08 (+1:11)     | 102.          |
| Bert Grabsch   | Mezőnyverseny | 5:46:47 (+0:50)     | 95.           |
| Bert Grabsch   | Időfutam      | 53:18,04 (+2:38,50) | 8.            |
| Tony Martin    | Időfutam      | 51:21,54 (+0:42,00) |               |
| Tony Martin    | Mezőnyverseny | nem ért célba       | nem ért célba |

Női
| Versenyző           | Versenyszám   | Idő                 | Helyezés   |
| ------------------- | ------------- | ------------------- | ---------- |
| Charlotte Becker    | Mezőnyverseny | lekörözték          | lekörözték |
| Ina-Yoko Teutenberg | Mezőnyverseny | 3:35:56 (+0:27)     | 4.         |
| Judith Arndt        | Mezőnyverseny | 3:36:28 (+0:59)     | 37.        |
| Judith Arndt        | Időfutam      | 37:50,29 (+0:15,47) |            |
| Trixi Worrack       | Időfutam      | 39:20,73 (+1:45,91) | 9.         |
| Trixi Worrack       | Mezőnyverseny | 3:36:04 (+0:35)     | 33.        |

### Pálya-kerékpározás
Sprintversenyek
| Versenyző                                     | Versenyszám  | Selejtező | Selejtező | 1. forduló                         | Vigaszág               | Vigaszág | 2. forduló                     | Vigaszág                                                 | Vigaszág | 9–12. helyért          | 9–12. helyért | Negyeddöntő                                                                           | 5–8. helyért                                                                           | 5–8. helyért | Elődöntő                                  | Döntő                                                                                           | Helyezés |
| Versenyző                                     | Versenyszám  | Idő       | Hely.     | Ellenfél Győztes idő               | Ellenfelek Győztes idő | Hely.    | Ellenfél Győztes idő           | Ellenfelek Győztes idő                                   | Hely.    | Ellenfelek Győztes idő | Hely.         | Ellenfél Győztes idő                                                                  | Ellenfelek Győztes idő                                                                 | Hely.        | Ellenfél Győztes idő                      | Ellenfél Győztes idő                                                                            | Helyezés |
| --------------------------------------------- | ------------ | --------- | --------- | ---------------------------------- | ---------------------- | -------- | ------------------------------ | -------------------------------------------------------- | -------- | ---------------------- | ------------- | ------------------------------------------------------------------------------------- | -------------------------------------------------------------------------------------- | ------------ | ----------------------------------------- | ----------------------------------------------------------------------------------------------- | -------- |
| Robert Förstemann                             | Férfi egyéni | 10,072    | 4.        | Bernard Esterhuizen (RSA) · 11,100 |                        |          | Njisane Phillip (TRI) · 10,467 | Pavel Kelemen (CZE) · Bernard Esterhuizen (RSA) · 10,881 | 1.       |                        |               | Grégory Baugé (FRA) · 10,472; 10,300                                                  | Gyenyisz Dmitrijev (RUS) · Jimmy Watkins (USA) · Mohd Azizulhasni Awang (MAS) · 10,340 | 3.           |                                           |                                                                                                 | 7.       |
| Kristina Vogel                                | Női egyéni   | 11,027    | 4.        | Virginie Cueff (FRA) · 11,605      |                        |          | Ljubov Sulika (UKR) · 11,547   |                                                          |          |                        |               | Simona Krupeckaitė (LTU) · 11,541; 11,568                                             |                                                                                        |              | Victoria Pendleton (GBR) · 11,481; 11,538 | Bronzmérkőzés · Guo Shuang (CHN) · 11,532; 11,591                                               | 4.       |
| René Enders Robert Förstemann Maximilian Levy | Férfi csapat | 43,710    | 5.        |                                    |                        |          |                                |                                                          |          |                        |               | Oroszország (RUS) · Szergej Boriszov · Gyenyisz Dmitrijev · Szergej Kucserov · 43,178 |                                                                                        |              |                                           | Bronzmérkőzés · Ausztrália (AUS) · Matthew Glaetzer · Shane Perkins · Scott Sunderland · 43,209 |          |
| Kristina Vogel Miriam Welte                   | Női csapat   | 32,630    | 3.        |                                    |                        |          |                                |                                                          |          |                        |               | Franciaország (FRA) · Sandie Clair · Virginie Cueff · 32,701                          |                                                                                        |              |                                           | · Kína (CHN) · Gong Jinjie · Guo Shuang · 32,798                                                |          |

Üldözőversenyek
| Versenyző                                    | Versenyszám | Selejtező | Selejtező | Elődöntő                                                                   | Elődöntő  | Elődöntő | Döntő                                                                                            | Döntő     | Döntő    |
| Versenyző                                    | Versenyszám | Idő       | Hely.     | Ellenfél Idő                                                               | Saját idő | Hely.    | Ellenfél Idő                                                                                     | Saját idő | Helyezés |
| -------------------------------------------- | ----------- | --------- | --------- | -------------------------------------------------------------------------- | --------- | -------- | ------------------------------------------------------------------------------------------------ | --------- | -------- |
| Judith Arndt Charlotte Becker Lisa Brennauer | Női csapat  | 3:22,058  | 8.        | Hollandia (NED) · Vera Koedooder · Amy Pieters · Ellen van Dijk · 3:20,013 | 3:21,086  | 8.       | 7. helyért · Fehéroroszország (BLR) · Taccjana Sarakova · Alena Dilko · Akszana Papko · 3:20,245 | 3:20,824  | 8.       |

Keirin
| Versenyző       | Versenyszám | 1. forduló | Vigaszág | 2. forduló | Döntő            | Helyezés |
| Versenyző       | Versenyszám | Helyezés   | Helyezés | Helyezés   | Helyezés         | Helyezés |
| --------------- | ----------- | ---------- | -------- | ---------- | ---------------- | -------- |
| Maximilian Levy | Férfi       | 1.         |          | 1.         | 2.               |          |
| Kristina Vogel  | Női         | 1.         |          | 6.         | 7–12. helyért 4. | 10.      |

Omnium
| Versenyző   | Versenyszám | 200 méter | 200 méter | 30 km-es pontverseny | 30 km-es pontverseny | Kieséses verseny | 4 km-es egyéni üldözőverseny | 4 km-es egyéni üldözőverseny | 15 km-es scratch | 15 km-es scratch | 1000 m-es időfutam | 1000 m-es időfutam | Összesítés | Összesítés |
| Versenyző   | Versenyszám | Idő       | Hely.     | Pont                 | Hely.                | Hely.            | Eredmény                     | Hely.                        | Lekörözés        | Hely.            | Idő                | Hely.              | Pont       | Helyezés   |
| ----------- | ----------- | --------- | --------- | -------------------- | -------------------- | ---------------- | ---------------------------- | ---------------------------- | ---------------- | ---------------- | ------------------ | ------------------ | ---------- | ---------- |
| Roger Kluge | Férfi       | 13,571    | 11.       | 79                   | 1.                   | 7.               | 4:25,554                     | 5.                           | –                | 4.               | 1:03,144           | 5.                 | 33         | 4.         |

## Lovaglás
Díjlovaglás
| Versenyző                                               | Ló                               | Versenyszám | 1. kör | 1. kör | 2. kör | 2. kör | Döntő     | Döntő   | Végeredmény | Végeredmény |
| Versenyző                                               | Ló                               | Versenyszám | 1. kör | 1. kör | 2. kör | 2. kör | Technikai | Művészi | Végeredmény | Végeredmény |
| Versenyző                                               | Ló                               | Versenyszám | Pont   | Hely.  | Pont   | Hely.  | Pont      | Pont    | Pont        | Helyezés    |
| ------------------------------------------------------- | -------------------------------- | ----------- | ------ | ------ | ------ | ------ | --------- | ------- | ----------- | ----------- |
| Anabel Balkenhol                                        | Dablino                          | Egyéni      | 70,973 | 24.    | 73,032 | 19.    | kiesett   | kiesett | kiesett     | kiesett     |
| Helen Langehanenberg                                    | Damon Hill                       | Egyéni      | 81,140 | 3.     | 78,937 | 4.     | 81,036    | 87,571  | 84,303      | 4.          |
| Kristina Sprehe                                         | Desperados                       | Egyéni      | 79,119 | 4.     | 76,254 | 7.*    | 78,893    | 83,857  | 81,375      | 8.          |
| Dorothee Schneider                                      | Diva Royal                       | Egyéni      | 76,277 | 8.     | 77,571 | 6.     | 77,893    | 85,429  | 81,661      | 7.          |
| Helen Langehanenberg Kristina Sprehe Dorothee Schneider | Damon Hill Desperados Diva Royal | Csapat      | 78,845 | 2.     | 77,587 | 2.     |           |         | 78,216      |             |

Díjugratás
| Versenyző                                                                         | Ló                                        | Versenyszám | Selejtező | Selejtező | Selejtező | Selejtező | Selejtező | Selejtező | Selejtező | Selejtező | Döntő   | Döntő   | Döntő   | Végeredmény | Végeredmény |
| Versenyző                                                                         | Ló                                        | Versenyszám | 1. kör    | 1. kör    | 2. kör    | 2. kör    | 2. kör    | 3. kör    | 3. kör    | 3. kör    | 1. kör  | 1. kör  | 2. kör  | Végeredmény | Végeredmény |
| Versenyző                                                                         | Ló                                        | Versenyszám | Bünt.     | Hely.     | Bünt.     | Össz.     | Hely.     | Bünt.     | Össz.     | Hely.     | Bünt.   | Hely.   | Bünt.   | Bünt.       | Helyezés    |
| --------------------------------------------------------------------------------- | ----------------------------------------- | ----------- | --------- | --------- | --------- | --------- | --------- | --------- | --------- | --------- | ------- | ------- | ------- | ----------- | ----------- |
| Christian Ahlmann                                                                 | Codex One                                 | Egyéni      | 15        | 69.       | kiesett   | kiesett   | kiesett   | kiesett   | kiesett   | kiesett   | kiesett | kiesett | kiesett | kiesett     | kiesett     |
| Marcus Ehning                                                                     | Plot Blue                                 | Egyéni      | 1         | 33.       | 4         | 5         | 27.       | 0         | 5         | 7.        | 0       | 1.      | 9       | 9           | 12.         |
| Janne Friederike Meyer                                                            | Lambrasco                                 | Egyéni      | 0         | 1.        | 4         | 4         | 17.       | 17        | 21        | 41.       | kiesett | kiesett | kiesett | kiesett     | kiesett     |
| Meredith Michaels-Beerbaum                                                        | Bella Donna                               | Egyéni      | 0         | 1.        | 8         | 8         | 31.       | 1         | 9         | 22.       | 8       | 23.     | kiesett | 8           | 23.         |
| Christian Ahlmann Marcus Ehning Janne Friederike Meyer Meredith Michaels-Beerbaum | Codex One Plot Blue Lambrasco Bella Donna | Csapat      | 1         | 5.        |           |           |           |           |           |           | 12      | 10.     | kiesett | kiesett     | kiesett     |

Lovastusa
| Versenyző                                                             | Ló                                              | Versenyszám | Díjlovaglás | Díjlovaglás | Tereplovaglás | Tereplovaglás | Tereplovaglás | Díjugratás | Díjugratás  | Díjugratás | Díjugratás   | Végeredmény | Végeredmény |
| Versenyző                                                             | Ló                                              | Versenyszám | Díjlovaglás | Díjlovaglás | Tereplovaglás | Tereplovaglás | Tereplovaglás | Selejtező  | Selejtező   | Selejtező  | Döntő        | Végeredmény | Végeredmény |
| Versenyző                                                             | Ló                                              | Versenyszám | Bünt.       | Hely.       | Bünt.         | Bünt. össz.   | Hely.         | Bünt.      | Bünt. össz. | Hely.      | Bünt.        | Bünt.       | Helyezés    |
| --------------------------------------------------------------------- | ----------------------------------------------- | ----------- | ----------- | ----------- | ------------- | ------------- | ------------- | ---------- | ----------- | ---------- | ------------ | ----------- | ----------- |
| Sandra Auffarth                                                       | Opgun Louvo                                     | Egyéni      | 40,0        | 7.          | 4,8           | 44,8          | 8.            | 0,0        | 44,8        | 5.         | 0,0          | 44,8        |             |
| Michael Jung                                                          | Sam                                             | Egyéni      | 40,6        | 11.         | 0,0           | 40,6          | 4.            | 0,0        | 40,6        | 2.         | 0,0          | 40,6        |             |
| Ingrid Klimke                                                         | Butts Abraxxas                                  | Egyéni      | 39,3        | 4.          | 0,0           | 39,3          | 1.            | 9,0        | 48,3        | 8.         | visszalépett | 48,3        | 25.         |
| Dirk Schrade                                                          | King Artus                                      | Egyéni      | 39,8        | 6.          | 10,8          | 50,6          | 17.           | 0,0        | 50,6        | 10.        | kiesett      | 50,6        | 26.         |
| Peter Thomsen                                                         | Barny                                           | Egyéni      | 58,5        | 58.         | 5,2           | 63,7          | 33.           | 8,0        | 71,7        | 30.        | kiesett      | 71,7        | 31.         |
| Sandra Auffarth Michael Jung Ingrid Klimke Dirk Schrade Peter Thomsen | Opgun Louvo Sam Butts Abraxxas King Artus Barny | Csapat      | 119,1       | 1.          | 5,6           | 124,7         | 1.            |            |             |            | 9,0          | 133,7       |             |

* - egy másik versenyzővel azonos eredményt ért el

## Műugrás
Férfi
| Versenyző                     | Versenyszám          | Selejtező | Selejtező | Elődöntő | Elődöntő | Döntő   | Döntő    |
| Versenyző                     | Versenyszám          | Pont      | Helyezés  | Pont     | Helyezés | Pont    | Helyezés |
| ----------------------------- | -------------------- | --------- | --------- | -------- | -------- | ------- | -------- |
| Stephan Feck                  | Egyéni műugrás       | 133,80    | 29.       | kiesett  | kiesett  | kiesett | kiesett  |
| Patrick Hausding              | Egyéni műugrás       | 477,15    | 4.        | 485,55   | 6.       | 505,55  | 4.       |
| Sascha Klein                  | Egyéni toronyugrás   | 525,05    | 3.        | 503,75   | 8.       | 496,30  | 10.      |
| Martin Wolfram                | Egyéni toronyugrás   | 496,80    | 4.        | 519,00   | 5.       | 506,65  | 8.       |
| Patrick Hausding Sascha Klein | Szinkron toronyugrás |           |           |          |          | 446,07  | 7.       |

Női
| Versenyző                        | Versenyszám          | Selejtező | Selejtező | Elődöntő | Elődöntő | Döntő   | Döntő    |
| Versenyző                        | Versenyszám          | Pont      | Helyezés  | Pont     | Helyezés | Pont    | Helyezés |
| -------------------------------- | -------------------- | --------- | --------- | -------- | -------- | ------- | -------- |
| Katja Dieckow                    | Egyéni műugrás       | 303,90    | 15.       | 312,50   | 16.      | kiesett | kiesett  |
| Nora Subschinski                 | Egyéni műugrás       | 311,70    | 12.       | 313,20   | 14.      | kiesett | kiesett  |
| Maria Kurjo                      | Egyéni toronyugrás   | 319,65    | 16.       | 264,45   | 17.      | kiesett | kiesett  |
| Christin Steuer                  | Egyéni toronyugrás   | 341,75    | 3.        | 339,90   | 7.       | 351,35  | 7.       |
| Christin Steuer Nora Subschinski | Szinkron toronyugrás |           |           |          |          | 312,78  | 6.       |

## Ökölvívás
Férfi
| Versenyző        | Versenyszám     | Selejtező                        | Nyolcaddöntő                       | Negyeddöntő                 | Elődöntő          | Döntő             | Helyezés |
| Versenyző        | Versenyszám     | Ellenfél Eredmény                | Ellenfél Eredmény                  | Ellenfél Eredmény           | Ellenfél Eredmény | Ellenfél Eredmény | Helyezés |
| ---------------- | --------------- | -------------------------------- | ---------------------------------- | --------------------------- | ----------------- | ----------------- | -------- |
| Patrick Wojcicki | Váltósúly       | Alexis Vastine (FRA) · 12-16     | kiesett                            | kiesett                     | kiesett           | kiesett           | 17.      |
| Stefan Härtel    | Középsúly       | Enrique Collazo (PUR) · 18-10    | Darren O’Neill (IRL) · 19-12       | Anthony Ogogo (GBR) · 10-15 | kiesett           | kiesett           | 5.       |
| Enrico Kölling   | Félnehézsúly    | Christian Adjoufack (CMR) · 15-6 | Abd el-Hafíd Bensabla (ALG) · 9-12 | kiesett                     | kiesett           | kiesett           | 9.       |
| Erik Pfeifer     | Szupernehézsúly |                                  | Ivan Dicsko (KAZ) · 4-14           | kiesett                     | kiesett           | kiesett           | 9.       |

## Öttusa
| Versenyző        | Versenyszám | Vívás    | Vívás | Vívás | Úszás   | Úszás | Úszás | Lovaglás | Lovaglás | Lovaglás | Lovaglás | Futás/Lövészet | Futás/Lövészet | Futás/Lövészet | Futás/Lövészet | Összesen    | Összesen |
| Versenyző        | Versenyszám | Eredmény | Pont  | Hely. | Idő     | Pont  | Hely. | Idő      | Hibapont | Pont     | Hely.    | Lövőhiba       | Idő            | Pont           | Hely.          | Összes pont | Helyezés |
| ---------------- | ----------- | -------- | ----- | ----- | ------- | ----- | ----- | -------- | -------- | -------- | -------- | -------------- | -------------- | -------------- | -------------- | ----------- | -------- |
| Steffen Gebhardt | Férfi       | 20-15    | 868*  | 9.    | 2:07,08 | 1276  | 22.   | 72,11    | 40       | 1160     | 8.       | 3              | 10:37,16       | 2452           | 8.             | 5756        | 5.       |
| Stefan Köllner   | Férfi       | 16-19    | 784   | 20.** | 2:11,71 | 1220  | 31.   | 70,47    | 80       | 1120     | 18.      | 13             | 10:59,16       | 2364           | 21.            | 5488        | 26.      |
| Annika Schleu    | Női         | 12-23    | 688   | 31.   | 2:20,01 | 1120  | 23.   | 74,16    | 60       | 1140     | 11.      | 3              | 12:46,04       | 1936           | 27.            | 4884        | 26.      |
| Lena Schöneborn  | Női         | 19-16    | 856   | 11.** | 2:19,76 | 1124  | 22.   | 92,43    | 148      | 1052     | 29.      | 4              | 11:58,18       | 2128           | 7.             | 5160        | 15.      |

* - Steffen Gebhardt vívásban 12 pontos büntetést kapott

** - négy másik versenyzővel azonos eredményt ért el

## Röplabda

### Férfi
| Német férfi röplabdacsapat-játékoskeret                                                         | Német férfi röplabdacsapat-játékoskeret                                                             |
| ----------------------------------------------------------------------------------------------- | --------------------------------------------------------------------------------------------------- |
| - Björn Andrae - Marcus Böhme - Christian Dünnes - Max Günthör - Georg Grozer - Denys Kaliberda | - Lukas Kampa - Marcus Popp - Jochen Schöps - Sebastian Schwarz - Markus Steuerwald - Simon Tischer |

#### Eredmények
Csoportkör
B csoport
|                        |      | Mérkőzések | Mérkőzések | Szettek | Szettek | Szettek | Pontok | Pontok | Pontok |
| Csapat                 | Pont | Gy         | V          | Sz+     | Sz–     | SzA     | P+     | P–     | PA     |
| ---------------------- | ---- | ---------- | ---------- | ------- | ------- | ------- | ------ | ------ | ------ |
| Egyesült Államok (USA) | 13   | 4          | 1          | 14      | 4       | 3,500   | 427    | 370    | 1,154  |
| Brazília (BRA)         | 11   | 4          | 1          | 13      | 5       | 2,600   | 418    | 379    | 1,103  |
| Oroszország (RUS)      | 11   | 4          | 1          | 12      | 5       | 2,400   | 408    | 352    | 1,159  |
| Németország (GER)      | 5    | 2          | 3          | 6       | 11      | 0,545   | 379    | 388    | 0,977  |
| Szerbia (SRB)          | 5    | 1          | 4          | 7       | 13      | 0,538   | 413    | 455    | 0,908  |
| Tunézia (TUN)          | 0    | 0          | 5          | 1       | 15      | 0,067   | 294    | 395    | 0,744  |

| 2012. július 29. 11:30 (12:30) | Oroszország (RUS)                 | 3–0 | Németország (GER) | Earls Court Exhibition Centre, London Nézőszám: 12 500 Játékvezető: Simone Santi (ITA), Frans Loderus (NED) |
| 2012. július 29. 11:30 (12:30) | (31–29, 25–18, 25–17) Jegyzőkönyv |     |                   | Earls Court Exhibition Centre, London Nézőszám: 12 500 Játékvezető: Simone Santi (ITA), Frans Loderus (NED) |

| 2012. július 31. 16:45 (17:45) | Egyesült Államok (USA)            | 3–0 | Németország (GER) | Earls Court Exhibition Centre, London Nézőszám: 13 000 Játékvezető: Mohamed Shaaban (EGY), Rolando Cholakian (ARG) |
| 2012. július 31. 16:45 (17:45) | (25–23, 25–16, 25–20) Jegyzőkönyv |     |                   | Earls Court Exhibition Centre, London Nézőszám: 13 000 Játékvezető: Mohamed Shaaban (EGY), Rolando Cholakian (ARG) |

| 2012. augusztus 2. 9:30 (10:30) | Szerbia (SRB)                                   | 2–3 | Németország (GER) | Earls Court Exhibition Centre, London Nézőszám: 14 000 Játékvezető: Hóbor Béla (HUN), Rolando Cholakian (ARG) |
| 2012. augusztus 2. 9:30 (10:30) | (25–22, 29–27, 18–25, 20–25, 18–20) Jegyzőkönyv |     |                   | Earls Court Exhibition Centre, London Nézőszám: 14 000 Játékvezető: Hóbor Béla (HUN), Rolando Cholakian (ARG) |

| 2012. augusztus 4. 9:30 (10:30) | Németország (GER)                 | 3–0 | Tunézia (TUN) | Earls Court Exhibition Centre, London Nézőszám: 11 000 Játékvezető: Brian McDougall (GBR), Denny (Lassi (DOM) |
| 2012. augusztus 4. 9:30 (10:30) | (25–15, 25–16, 25–16) Jegyzőkönyv |     |               | Earls Court Exhibition Centre, London Nézőszám: 11 000 Játékvezető: Brian McDougall (GBR), Denny (Lassi (DOM) |

| 2012. augusztus 6. 22:00 (23:00) | Brazília (BRA)                    | 3–0 | Németország (GER) | Earls Court Exhibition Centre, London Nézőszám: 12 000 Játékvezető: Simone Santi (ITA), Karin Zahorcova (CZE) |
| 2012. augusztus 6. 22:00 (23:00) | (25–21, 25–22, 25–19) Jegyzőkönyv |     |                   | Earls Court Exhibition Centre, London Nézőszám: 12 000 Játékvezető: Simone Santi (ITA), Karin Zahorcova (CZE) |

Negyeddöntő
| 2012. augusztus 8. 21:30 (22:30) | Bulgária (BUL)                    | 3–0 | Németország (GER) | Earls Court Exhibition Centre, London Nézőszám: 12 000 Játékvezető: Hóbor Béla (HUN), Denny Lassi (DOM) |
| 2012. augusztus 8. 21:30 (22:30) | (25–20, 25–16, 25–14) Jegyzőkönyv |     |                   | Earls Court Exhibition Centre, London Nézőszám: 12 000 Játékvezető: Hóbor Béla (HUN), Denny Lassi (DOM) |

| Csapat            | Helyezés |
| ----------------- | -------- |
| Németország (GER) | 5.       |

### Strandröplabda

#### Férfi
| Versenyző                     | Csoportkör | Csoportkör | 16 közé jutásért                                                     | Nyolcaddöntő                                                              | Negyeddöntő                                                  | Elődöntő                                                            | Döntő                                                                | Helyezés |
| Versenyző                     | Ellenfél Eredmény | Hely.      | Ellenfél Eredmény                                                    | Ellenfél Eredmény                                                         | Ellenfél Eredmény                                            | Ellenfél Eredmény                                                   | Ellenfél Eredmény                                                    | Helyezés |
| ----------------------------- | --- | ---------- | -------------------------------------------------------------------- | ------------------------------------------------------------------------- | ------------------------------------------------------------ | ------------------------------------------------------------------- | -------------------------------------------------------------------- | -------- |
| Julius Brink Jonas Reckermann | C csoport · Oroszország (RUS) · Szergej Prokopjev · Konsztantyin Szemjonov · 21-19, 21-17 · Kína (CHN) · Vu Peng-ken · Hszü Lin-jin · 13-21, 21-19, 15-8 · Svájc (SUI) · Sébastien Chevallier · Sascha Heyer · 21-14, 21-16         | 1.         |                                                                      | Lettország (LAT) · Aleksandrs Samoilovs · Ruslans Sorokins · 21-12, 21-17 | Brazília (BRA) · Ricardo Santos · Pedro Cunha · 21-15, 21-19 | Hollandia (NED) · Reinder Nummerdor · Richard Schuil · 21-14, 21-16 | Brazília (BRA) · Alison Cerutti · Emanuel Rego · 23-21, 16-21, 16-14 |          |
| Jonathan Erdmann Kay Matisik  | E csoport · Lettország (LAT) · Mārtiņš Pļaviņš · Jānis Šmēdiņš · 21-19, 21-23, 9-15 · Hollandia (NED) · Reinder Nummerdor · Richard Schuil · 9-21, 16-21 · Venezuela (VEN) · Igor Hernández · Jesus Villafañe · 20-22, 21-16, 15-11 | 3.         | Csehország (CZE) · Petr Beneš · Přemysl Kubala · 15-21, 21-19, 15-13 | Brazília (BRA) · Alison Cerutti · Emanuel Rego · 16-21, 14-21             | kiesett                                                      | kiesett                                                             | kiesett                                                              | 9.       |

#### Női
| Versenyző                    | Csoportkör | Csoportkör | 16 közé jutásért  | Nyolcaddöntő                                                      | Negyeddöntő                                                         | Elődöntő          | Döntő             | Helyezés |
| Versenyző                    | Ellenfél Eredmény | Hely.      | Ellenfél Eredmény | Ellenfél Eredmény                                                 | Ellenfél Eredmény                                                   | Ellenfél Eredmény | Ellenfél Eredmény | Helyezés |
| ---------------------------- | --- | ---------- | ----------------- | ----------------------------------------------------------------- | ------------------------------------------------------------------- | ----------------- | ----------------- | -------- |
| Katrin Holtwick Ilka Semmler | A csoport · Csehország (CZE) · Lenka Háječková · Hana Klapalová · 21-16, 21-18 · Brazília (BRA) · Juliana Felisberta · Larissa França · 18-21, 13-21 · Mauritius (MRI) · Elodie Li Yuk Lo · Natacha Rigobert · 21-11, 21-10             | 2.         |                   | Németország (GER) · Sara Goller · Laura Ludwig · 16-21, 15-21     | kiesett                                                             | kiesett           | kiesett           | 9.       |
| Sara Goller Laura Ludwig     | E csoport · Ausztrália (AUS) · Louise Bawden · Becchara Palmer · 21-18, 19-21, 15-8 · Brazília (BRA) · Maria Antonelli · Talita Antunes · 19-21, 31-29, 13-15 · Hollandia (NED) · Madelein Meppelink · Sophie van Gestel · 21-18, 21-14 | 2.         |                   | Németország (GER) · Katrin Holtwick · Ilka Semmler · 21-16, 21-15 | Brazília (BRA) · Juliana Felisberta · Larissa França · 10-21, 19-21 | kiesett           | kiesett           | 5.       |

## Sportlövészet
Férfi
| Versenyző        | Versenyszám           | Selejtező | Selejtező | Döntő   | Döntő    |
| Versenyző        | Versenyszám           | Pont      | Helyezés  | Pont    | Helyezés |
| ---------------- | --------------------- | --------- | --------- | ------- | -------- |
| Florian Schmidt  | Légpisztoly           | 575       | 25.       | kiesett | kiesett  |
| Florian Schmidt  | Szabadpisztoly        | 557       | 17.       | kiesett | kiesett  |
| Christian Reitz  | Szabadpisztoly        | 560       | 6.        | 654,3   | 7.       |
| Christian Reitz  | Gyorstüzelő pisztoly  | 583       | 6.        | 13      | 6.       |
| Ralf Schumann    | Gyorstüzelő pisztoly  | 577       | 16.       | kiesett | kiesett  |
| Julian Justus    | Légpuska              | 595       | 12.       | kiesett | kiesett  |
| Tino Mohaupt     | Légpuska              | 592       | 25.       | kiesett | kiesett  |
| Daniel Brodmeier | Sportpuska, összetett | 1156      | 32.       | kiesett | kiesett  |
| Daniel Brodmeier | Sportpuska, fekvő     | 595       | 4.**      | 698,2   | 5.       |
| Maik Eckhardt    | Sportpuska, fekvő     | 589       | 37.       | kiesett | kiesett  |
| Maik Eckhardt    | Sportpuska, összetett | 1163      | 21.       | kiesett | kiesett  |
| Karsten Bindrich | Trap                  | 121       | 11.       | kiesett | kiesett  |
| Ralf Buchheim    | Skeet                 | 118       | 10.       | kiesett | kiesett  |

Női
| Versenyző            | Versenyszám           | Selejtező | Selejtező | Döntő   | Döntő    |
| Versenyző            | Versenyszám           | Pont      | Helyezés  | Pont    | Helyezés |
| -------------------- | --------------------- | --------- | --------- | ------- | -------- |
| Munkhbayar Dorjsuren | Légpisztoly           | 378       | 25.       | kiesett | kiesett  |
| Munkhbayar Dorjsuren | Sportpisztoly         | 582       | 12.       | kiesett | kiesett  |
| Claudia Verdicchio   | Sportpisztoly         | 578       | 26.       | kiesett | kiesett  |
| Claudia Verdicchio   | Légpisztoly           | 380       | 20.       | kiesett | kiesett  |
| Beate Gauss          | Légpuska              | 392       | 32.       | kiesett | kiesett  |
| Jessica Mager        | Légpuska              | 394       | 20.       | kiesett | kiesett  |
| Barbara Lechner      | Sportpuska, összetett | 583       | 7.*       | 680,8   | 6.       |
| Sonja Pfeilschifter  | Sportpuska, összetett | 581       | 19.       | kiesett | kiesett  |
| Sonja Scheibl        | Trap                  | 64        | 17.       | kiesett | kiesett  |
| Christine Brinker    | Skeet                 | 68        | 5.        | 89      | 6.       |

* - három másik versenyzővel azonos eredményt ért el, szétlövés után 49,8 ponttal az 1. helyen végzett

** - nyolc másik versenyzővel azonos eredményt ért el, szétlövés után 52,3 ponttal az 1. helyen végzett

## Súlyemelés
Férfi
| Versenyző        | Versenyszám | Szakítás | Szakítás | Lökés                    | Lökés                    | Összesen | Helyezés |
| Versenyző        | Versenyszám | Eredmény | Helyezés | Eredmény                 | Helyezés                 | Összesen | Helyezés |
| ---------------- | ----------- | -------- | -------- | ------------------------ | ------------------------ | -------- | -------- |
| Jürgen Spieß     | 105 kg      | 172      | 11.      | 202                      | 9.                       | 374      | 9.       |
| Matthias Steiner | +105 kg     | 192      | 8.       | érvényes kísérlet nélkül | érvényes kísérlet nélkül | kiesett  | kiesett  |
| Almir Velagić    | +105 kg     | 192      | 7.       | 234                      | 7.                       | 426      | 8.       |

Női
| Versenyző       | Versenyszám | Szakítás | Szakítás | Lökés    | Lökés    | Összesen | Helyezés |
| Versenyző       | Versenyszám | Eredmény | Helyezés | Eredmény | Helyezés | Összesen | Helyezés |
| --------------- | ----------- | -------- | -------- | -------- | -------- | -------- | -------- |
| Julia Rohde     | 53 kg       | 85       | 10.      | 108      | 11.      | 193      | 11.      |
| Christin Ulrich | 58 kg       | 93       | 14.      | 114      | 13.      | 207      | 13.      |

## Taekwondo
Női
| Versenyző     | Versenyszám | Nyolcaddöntő                     | Negyeddöntő                 | Elődöntő          | Vigaszág elődöntő       | Bronz- mérkőzés           | Döntő             | Helyezés |
| Versenyző     | Versenyszám | Ellenfél Eredmény                | Ellenfél Eredmény           | Ellenfél Eredmény | Ellenfél Eredmény       | Ellenfél Eredmény         | Ellenfél Eredmény | Helyezés |
| ------------- | ----------- | -------------------------------- | --------------------------- | ----------------- | ----------------------- | ------------------------- | ----------------- | -------- |
| Sümeyye Gulec | Légsúly     | Yang Shu-Chun (TPE) · 3–10       | kiesett                     | kiesett           |                         |                           |                   | 11.      |
| Helena Fromm  | Váltósúly   | Chu Hoàng Diệu Linh (VIE) · 13-1 | Hvang Gjongszon (KOR) · 4-8 |                   | Ruth Gbagbi (CIV) · 4-3 | Carmen Marton (AUS) · 8-2 |                   |          |

## Tenisz
Férfi
| Versenyző                          | Versenyszám | 64-es főtábla                     | 32-es főtábla                                                       | Nyolcaddöntő      | Negyeddöntő       | Elődöntő          | Bronz- mérkőzés   | Döntő             | Helyezés |
| Versenyző                          | Versenyszám | Ellenfél Eredmény                 | Ellenfél Eredmény                                                   | Ellenfél Eredmény | Ellenfél Eredmény | Ellenfél Eredmény | Ellenfél Eredmény | Ellenfél Eredmény | Helyezés |
| ---------------------------------- | ----------- | --------------------------------- | ------------------------------------------------------------------- | ----------------- | ----------------- | ----------------- | ----------------- | ----------------- | -------- |
| Philipp Petzschner                 | Egyes       | Lukáš Lacko (SVK) · 7-6(7–5), 6-1 | Janko Tipsarević (SRB) · 6-3, 3–6, 4–6                              | kiesett           | kiesett           | kiesett           | kiesett           | kiesett           | 17.      |
| Christopher Kas Philipp Petzschner | Páros       |                                   | Oroszország (RUS) · Nyikolaj Davigyenko · Mihail Juzsnij · 5–7, 5–7 | kiesett           | kiesett           | kiesett           | kiesett           | kiesett           | 17.      |

Női
| Versenyző                        | Versenyszám | 64-es főtábla                                  | 32-es főtábla                                                        | Nyolcaddöntő                                                           | Negyeddöntő                         | Elődöntő          | Bronz- mérkőzés   | Döntő             | Helyezés |
| Versenyző                        | Versenyszám | Ellenfél Eredmény                              | Ellenfél Eredmény                                                    | Ellenfél Eredmény                                                      | Ellenfél Eredmény                   | Ellenfél Eredmény | Ellenfél Eredmény | Ellenfél Eredmény | Helyezés |
| -------------------------------- | ----------- | ---------------------------------------------- | -------------------------------------------------------------------- | ---------------------------------------------------------------------- | ----------------------------------- | ----------------- | ----------------- | ----------------- | -------- |
| Mona Barthel                     | Egyes       | Urszula Radwańska (POL) · 4-6, 3-6             | kiesett                                                              | kiesett                                                                | kiesett                             | kiesett           | kiesett           | kiesett           | 33.      |
| Julia Görges                     | Egyes       | Agnieszka Radwańska (POL) · 7-5, 6-7(5–7), 6-4 | Varvara Lepchenko (USA) · 6-3, 7-5                                   | Marija Kirilenko (RUS) · 6-7(5–7), 3-6                                 | kiesett                             | kiesett           | kiesett           | kiesett           | 9.       |
| Angelique Kerber                 | Egyes       | Petra Cetkovská (CZE) · 6-1, 3-0 (feladta)     | Babos Tímea (HUN) · 6-1, 6-1                                         | Venus Williams (USA) · 7-6(7–5), 7-6(7–5)                              | Viktorija Azaranka (BLR) · 4-6, 5-7 | kiesett           | kiesett           | kiesett           | 5.       |
| Sabine Lisicki                   | Egyes       | Unsz Dzsábir (TUN) · 4-6, 6-0, 7-5             | Jaroszlava Svedova (KAZ) · 4-6, 6-3, 7-5                             | Marija Sarapova (RUS) · 7-6(10–8), 4-6, 3-6                            | kiesett                             | kiesett           | kiesett           | kiesett           | 9.       |
| Julia Görges Anna-Lena Grönefeld | Páros       |                                                | Nagy-Britannia (GBR) · Elena Baltacha · Anne Keothavong · 6-3, 6-1   | Oroszország (RUS) · Jekatyerina Makarova · Jelena Vesznyina · 2-6, 1-6 | kiesett                             | kiesett           | kiesett           | kiesett           | 9.       |
| Angelique Kerber Sabine Lisicki  | Páros       |                                                | Nagy-Britannia (GBR) · Laura Robson · Heather Watson · 1-6, 6-4, 6-3 | Egyesült Államok (USA) · Serena Williams · Venus Williams · 2-6, 5-7   | kiesett                             | kiesett           | kiesett           | kiesett           | 9.       |

Vegyes
| Versenyző                           | Versenyszám | Nyolcaddöntő                                                                     | Negyeddöntő                                                                     | Elődöntő                                                                    | Bronz- mérkőzés                                                         | Döntő             | Helyezés |
| Versenyző                           | Versenyszám | Ellenfél Eredmény                                                                | Ellenfél Eredmény                                                               | Ellenfél Eredmény                                                           | Ellenfél Eredmény                                                       | Ellenfél Eredmény | Helyezés |
| ----------------------------------- | ----------- | -------------------------------------------------------------------------------- | ------------------------------------------------------------------------------- | --------------------------------------------------------------------------- | ----------------------------------------------------------------------- | ----------------- | -------- |
| Angelique Kerber Philipp Petzschner | Páros       | Fehéroroszország (BLR) · Viktorija Azaranka · Makszim Mirni · 2-6, 2-6           | kiesett                                                                         | kiesett                                                                     | kiesett                                                                 | kiesett           | 9.       |
| Sabine Lisicki Christopher Kas      | Páros       | Egyesült Államok (USA) · Liezel Huber · Bob Bryan · 7-6(7–5), 6-7(5–7), [10]-[5] | Olaszország (ITA) · Roberta Vinci · Daniele Bracciali · 4-6, 7-6(7–2), [10]-[7] | Nagy-Britannia (GBR) · Laura Robson · Andy Murray · 1-6, 7-6(9–7), [7]-[10] | Egyesült Államok (USA) · Lisa Raymond · Mike Bryan · 3-6, 6-4, [4]-[10] |                   | 4.       |

## Tollaslabda
| Versenyző                           | Versenyszám  | Csoportkör | Csoportkör | Nyolcaddöntő                            | Negyeddöntő                                                    | Elődöntő          | Bronz- mérkőzés   | Döntő             | Helyezés |
| Versenyző                           | Versenyszám  | Ellenfél Eredmény | Hely.      | Ellenfél Eredmény                       | Ellenfél Eredmény                                              | Ellenfél Eredmény | Ellenfél Eredmény | Ellenfél Eredmény | Helyezés |
| ----------------------------------- | ------------ | --- | ---------- | --------------------------------------- | -------------------------------------------------------------- | ----------------- | ----------------- | ----------------- | -------- |
| Marc Zwiebler                       | Férfi egyes  | K csoport · Mohamed Ajfan Rasheed (MDV) · 21-9, 21-6 · Dmitro Zavadszkij (UKR) · 17-21, 21-10, 21-16 | 1.         | Csen Csin (CHN) · 21-19, 12-21, 9-21    | kiesett                                                        | kiesett           | kiesett           | kiesett           | 9.       |
| Ingo Kindervater Johannes Schöttler | Férfi páros  | A csoport · Tajvan (TPE) · Lee Sheng Mu · Fang Chieh Min · 15–21, 16–21 · Kína (CHN) · Fu Haj-feng · Caj Jün · 20-22, 16-21 · Ausztrália (AUS) · Ross Smith · Glenn Warfe · 21–13, 21–14                                             | 3.         |                                         | kiesett                                                        | kiesett           | kiesett           | kiesett           | 9.       |
| Juliane Schenk                      | Női egyes    | N csoport · Kristina Ludíková (CZE) · 21-18, 21-14 · Larisza Hriha (UKR) · 21-12, 21-14 | 1.         | Inthanon Ratchanok (THA) · 16-21, 15-21 | kiesett                                                        | kiesett           | kiesett           | kiesett           | 9.       |
| Michael Fuchs Birgit Overzier       | Vegyes páros | A csoport · Kína (CHN) · Csang Nan · Csao Jün-lej · 6–21, 7–21 · Nagy-Britannia (GBR) · Chris Adcock · Imogen Bankier · 11-21, 21-17, 21-14 · Oroszország (RUS) · Alekszandr Nyikolajenko · Valerija Szorokina · 21–18, 12-21, 21–19 | 2.         |                                         | Indonézia (INA) · Tontowi Ahmad · Lilyana Natsir · 15-21, 9-21 | kiesett           | kiesett           | kiesett           | 5.       |

## Torna
Férfi
| Versenyző                                                                 | Versenyszám      | Selejtező | Selejtező | Döntő    | Döntő    |
| Versenyző                                                                 | Versenyszám      | Pontszám  | Helyezés  | Pontszám | Helyezés |
| ------------------------------------------------------------------------- | ---------------- | --------- | --------- | -------- | -------- |
| Philipp Boy                                                               | Talaj            | 14,766    | 26.       | kiesett  | kiesett  |
| Philipp Boy                                                               | Korlát           | 14,933    | 23.       | kiesett  | kiesett  |
| Philipp Boy                                                               | Nyújtó           | 13,800    | 47.       | kiesett  | kiesett  |
| Philipp Boy                                                               | Gyűrű            | 14,166    | 47.       | kiesett  | kiesett  |
| Philipp Boy                                                               | Lólengés         | 14,333    | 21.*      | kiesett  | kiesett  |
| Philipp Boy                                                               | Egyéni összetett | 87,698    | 17.       | kiesett  | kiesett  |
| Fabian Hambüchen                                                          | Talaj            | 15,133    | 17.       | kiesett  | kiesett  |
| Fabian Hambüchen                                                          | Korlát           | 15,300    | 15.       | kiesett  | kiesett  |
| Fabian Hambüchen                                                          | Nyújtó           | 15,633    | 4.        | 16,400   |          |
| Fabian Hambüchen                                                          | Gyűrű            | 14,766    | 28.       | kiesett  | kiesett  |
| Fabian Hambüchen                                                          | Lólengés         | 14,100    | 28.       | kiesett  | kiesett  |
| Fabian Hambüchen                                                          | Egyéni összetett | 90,765    | 3.        | 87,765   | 15.      |
| Sebastian Krimmer                                                         | Korlát           | 14,633    | 36.       | kiesett  | kiesett  |
| Sebastian Krimmer                                                         | Nyújtó           | 14,600    | 26.       | kiesett  | kiesett  |
| Sebastian Krimmer                                                         | Lólengés         | 14,833    | 11.       | kiesett  | kiesett  |
| Marcel Nguyen                                                             | Talaj            | 15,433    | 7.        | 14,966   | 8.       |
| Marcel Nguyen                                                             | Korlát           | 15,525    | 6.        | 15,800   |          |
| Marcel Nguyen                                                             | Nyújtó           | 15,000    | 15.       | kiesett  | kiesett  |
| Marcel Nguyen                                                             | Gyűrű            | 15,100    | 13.       | kiesett  | kiesett  |
| Marcel Nguyen                                                             | Lólengés         | 13,900    | 33.*      | kiesett  | kiesett  |
| Marcel Nguyen                                                             | Egyéni összetett | 89,833    | 7.        | 91,031   |          |
| Andreas Toba                                                              | Talaj            | 13,133    | 65.       | kiesett  | kiesett  |
| Andreas Toba                                                              | Gyűrű            | 14,900    | 21.       | kiesett  | kiesett  |
| Philipp Boy Fabian Hambüchen Sebastian Krimmer Marcel Nguyen Andreas Toba | Csapat összetett | 270,888   | 4.        | 268,019  | 7.       |

Női
| Versenyző                                                               | Versenyszám      | Selejtező | Selejtező | Döntő    | Döntő    |
| Versenyző                                                               | Versenyszám      | Pontszám  | Helyezés  | Pontszám | Helyezés |
| ----------------------------------------------------------------------- | ---------------- | --------- | --------- | -------- | -------- |
| Janine Berger                                                           | Talaj            | 13,300    | 47.       | kiesett  | kiesett  |
| Janine Berger                                                           | Ugrás            | 14,483    | 6.        | 15,016   | 4.       |
| Janine Berger                                                           | Felemás korlát   | 12,866    | 57.       | kiesett  | kiesett  |
| Kim Bui                                                                 | Talaj            | 13,600    | 37.       | kiesett  | kiesett  |
| Kim Bui                                                                 | Felemás korlát   | 14,300    | 19.       | kiesett  | kiesett  |
| Kim Bui                                                                 | Gerenda          | 12,433    | 56.       | kiesett  | kiesett  |
| Oksana Chusovitina                                                      | Ugrás            | 14,808    | 4.        | 14,783   | 5.       |
| Oksana Chusovitina                                                      | Gerenda          | 13,700    | 31.       | kiesett  | kiesett  |
| Nadine Jarosch                                                          | Talaj            | 13,300    | 48.       | kiesett  | kiesett  |
| Nadine Jarosch                                                          | Felemás korlát   | 13,866    | 32.       | kiesett  | kiesett  |
| Nadine Jarosch                                                          | Gerenda          | 12,933    | 50.       | kiesett  | kiesett  |
| Nadine Jarosch                                                          | Egyéni összetett | 52,965    | 35.       | kiesett  | kiesett  |
| Elisabeth Seitz                                                         | Talaj            | 13,800    | 31.       | kiesett  | kiesett  |
| Elisabeth Seitz                                                         | Felemás korlát   | 15,166    | 8.        | 15,266   | 6.       |
| Elisabeth Seitz                                                         | Gerenda          | 12,700    | 54.       | kiesett  | kiesett  |
| Elisabeth Seitz                                                         | Egyéni összetett | 56,466    | 14.       | 57,365   | 10.      |
| Janine Berger Kim Bui Oksana Chusovitina Nadine Jarosch Elisabeth Seitz | Csapat összetett | 167,331   | 9.        | kiesett  | kiesett  |

* - egy másik versenyzővel azonos eredményt ért el

### Ritmikus gimnasztika
| Versenyző                | Versenyszám | Selejtező | Selejtező | Selejtező | Selejtező | Selejtező | Selejtező | Selejtező | Selejtező | Selejtező | Selejtező | Döntő   | Döntő   | Döntő   | Döntő   | Döntő    | Döntő    | Döntő   | Döntő   | Döntő    | Döntő    | Helyezés |
| Versenyző                | Versenyszám | Karika    | Karika    | Labda     | Labda     | Buzogány  | Buzogány  | Szalag    | Szalag    | Összesen  | Összesen  | Karika  | Karika  | Labda   | Labda   | Buzogány | Buzogány | Szalag  | Szalag  | Összesen | Összesen | Helyezés |
| Versenyző                | Versenyszám | Pont      | Hely.     | Pont      | Hely.     | Pont      | Hely.     | Pont      | Hely.     | Pont      | Hely.     | Pont    | Hely.   | Pont    | Hely.   | Pont     | Hely.    | Pont    | Hely.   | Pont     | Hely.    | Helyezés |
| ------------------------ | ----------- | --------- | --------- | --------- | --------- | --------- | --------- | --------- | --------- | --------- | --------- | ------- | ------- | ------- | ------- | -------- | -------- | ------- | ------- | -------- | -------- | -------- |
| Jana Berezko-Marggrander | Egyéni      | 26,300    | 16.       | 26,575    | 15.       | 27,325    | 11.       | 24,900    | 20.       | 105,100   | 17.       | kiesett | kiesett | kiesett | kiesett | kiesett  | kiesett  | kiesett | kiesett | kiesett  | kiesett  | 17.      |

| Versenyző                                                                            | Versenyszám | Selejtező | Selejtező | Selejtező            | Selejtező            | Selejtező | Selejtező | Döntő   | Döntő   | Döntő                | Döntő                | Döntő    | Döntő    | Helyezés |
| Versenyző                                                                            | Versenyszám | 5 labda   | 5 labda   | 3 szalag és 2 karika | 3 szalag és 2 karika | Összesen  | Összesen  | 5 labda | 5 labda | 3 szalag és 2 karika | 3 szalag és 2 karika | Összesen | Összesen | Helyezés |
| Versenyző                                                                            | Versenyszám | Pont      | Hely.     | Pont                 | Hely.                | Pont      | Hely.     | Pont    | Hely.   | Pont                 | Hely.                | Pont     | Hely.    | Helyezés |
| ------------------------------------------------------------------------------------ | ----------- | --------- | --------- | -------------------- | -------------------- | --------- | --------- | ------- | ------- | -------------------- | -------------------- | -------- | -------- | -------- |
| Mira Bimperling Judith Hauser Nicole Müller Camilla Pfeffer Cathrin Puhl Sara Radman | Csapat      | 24,500    | 10.       | 25,150               | 10.                  | 49,650    | 10.       | kiesett | kiesett | kiesett              | kiesett              | kiesett  | kiesett  | 10.      |

### Trambulin
| Versenyző                | Versenyszám | Selejtező | Selejtező | Döntő    | Döntő    |
| Versenyző                | Versenyszám | Pontszám  | Helyezés  | Pontszám | Helyezés |
| ------------------------ | ----------- | --------- | --------- | -------- | -------- |
| Henrik Stehlik           | Férfi       | 106,065   | 9.        | kiesett  | kiesett  |
| Anna Dogonadze-Lilkendey | Női         | 100,370   | 10.       | kiesett  | kiesett  |

## Triatlon
| Versenyző      | Versenyszám | 1,5 km úszás | Depózás 1 | 40 km kerékpározás | Depózás 2 | 10 km futás | Összesítés | Összesítés |
| Versenyző      | Versenyszám | Idő          | Idő       | Idő                | Idő       | Idő         | Idő        | Helyezés   |
| -------------- | ----------- | ------------ | --------- | ------------------ | --------- | ----------- | ---------- | ---------- |
| Jan Frodeno    | Férfi       | 17:20        | 0:46      | 58:46              | 0:28      | 30:06       | 1:47:26    | 6.         |
| Steffen Justus | Férfi       | 18:07        | 0:42      | 59:36              | 0:31      | 30:16       | 1:49:12    | 16.        |
| Maik Petzold   | Férfi       | 17:23        | 0:42      | 58:47              | 0:31      | 33:00       | 1:50:23    | 31.        |
| Svenja Bazlen  | Női         | 19:28        | 0:40      | 1:05:29            | 0:33      | 38:01       | 2:04:11    | 32.        |
| Anja Dittmer   | Női         | 19:25        | 0:44      | 1:05:27            | 0:30      | 35:32       | 2:01:38    | 12.        |
| Anne Haug      | Női         | 19:44        | 0:42      | 1:06:59            | 0:28      | 33:42       | 2:01:35    | 11.        |

## Úszás
Férfi
| Versenyző                                                                    | Versenyszám            | Előfutam | Előfutam | Előfutam | Elődöntő | Elődöntő | Elődöntő | Döntő     | Döntő    |
| Versenyző                                                                    | Versenyszám            | Idő      | Hely.    | Össz.    | Idő      | Hely.    | Össz.    | Idő       | Helyezés |
| ---------------------------------------------------------------------------- | ---------------------- | -------- | -------- | -------- | -------- | -------- | -------- | --------- | -------- |
| Marco di Carli                                                               | 100 m gyors            | 49,03    | 6.       | 18.      | kiesett  | kiesett  | kiesett  | kiesett   | kiesett  |
| Clemens Rapp                                                                 | 200 m gyors            | 1:48,75  | 7.       | 24.      | kiesett  | kiesett  | kiesett  | kiesett   | kiesett  |
| Paul Biedermann                                                              | 200 m gyors            | 1:47,27  | 3.       | 10.      | 1:46,10  | 1.       | 4.       | 1:45,53   | 5.       |
| Paul Biedermann                                                              | 400 m gyors            | 3:48,50  | 4.       | 13.      |          |          |          | 3:47,03   | 6.       |
| Helge Meeuw                                                                  | 100 m hát              | 53,83    | 2.       | 7.       | 53,52    | 4.       | 7.       | 53,48     | 6.       |
| Jan-Philip Glania                                                            | 100 m hát              | 54,07    | 4.       | 12.      | 53,90    | 6.       | 11.      | kiesett   | kiesett  |
| Jan-Philip Glania                                                            | 200 m hát              | 1:57,01  | 2.       | 6.       | 1:57,43  | 6.       | 10.      | kiesett   | kiesett  |
| Yannick Lebherz                                                              | 200 m hát              | 1:58,07  | 4.       | 12.      | 1:58,80  | 8.       | 15.      | kiesett   | kiesett  |
| Yannick Lebherz                                                              | 400 m vegyes           | 4:15,41  | 3.       | 11.      |          |          |          | kiesett   | kiesett  |
| Hendrik Feldwehr                                                             | 100 m mell             | 1:01,00  | 7.       | 21.      | kiesett  | kiesett  | kiesett  | kiesett   | kiesett  |
| Christian vom Lehn                                                           | 100 m mell             | 1:00,78  | 6.       | 19.      | kiesett  | kiesett  | kiesett  | kiesett   | kiesett  |
| Christian vom Lehn                                                           | 200 m mell             | 2:11,66  | 5.       | 16.      | 2:10,50  | 6.       | 12.      | kiesett   | kiesett  |
| Marco Koch                                                                   | 200 m mell             | 2:10,61  | 4.       | 11.      | 2:10,73  | 7.       | 13.      | kiesett   | kiesett  |
| Steffen Deibler                                                              | 100 m pillangó         | 51,92    | 3.       | 6.       | 51,76    | 2.       | 6.       | 51,81     | 4.*      |
| Benjamin Starke                                                              | 100 m pillangó         | 52,36    | 4.       | 16.**    | 52,40    | 6.*      | 14.*     | kiesett   | kiesett  |
| Markus Deibler                                                               | 200 m vegyes           | 1:58,61  | 3.       | 7.       | 1:58,88  | 6.       | 9.***    | 1:59,10   | 8.       |
| Philip Heintz                                                                | 200 m vegyes           | 2:01,32  | 6.       | 27.      | kiesett  | kiesett  | kiesett  | kiesett   | kiesett  |
| Thomas Lurz                                                                  | 10 km nyílt vízi       |          |          |          |          |          |          | 1:49:58,5 |          |
| Andreas Waschburger                                                          | 10 km nyílt vízi       |          |          |          |          |          |          | 1:50:44,4 | 8.       |
| Benjamin Starke Markus Deibler Christoph Fildebrandt Marco di Carli          | 4 × 100 m gyorsváltó   | 3:13,51  | 8.       | 5.       |          |          |          | 3:13,52   | 6.       |
| Paul Biedermann Dimitri Colupaev Tim Wallburger Clemens Rapp                 | 4 × 200 m gyorsváltó   | 7:09,23  | 2.       | 3.       |          |          |          | 7:06,59   | 4.       |
| Helge Meeuw Christian vom Lehn Steffen Deibler Markus Deibler Marco di Carli | 4 × 100 m vegyes váltó | 3:34,28  | 3.       | 6.       |          |          |          | 3:33,06   | 6.       |

Női
| Versenyző                                                    | Versenyszám            | Előfutam | Előfutam | Előfutam | Elődöntő | Elődöntő | Elődöntő | Döntő     | Döntő    |
| Versenyző                                                    | Versenyszám            | Idő      | Hely.    | Össz.    | Idő      | Hely.    | Össz.    | Idő       | Helyezés |
| ------------------------------------------------------------ | ---------------------- | -------- | -------- | -------- | -------- | -------- | -------- | --------- | -------- |
| Britta Steffen                                               | 50 m gyors             | 24,70    | 2.       | 4.       | 24,57    | 2.       | 4.       | 24,46     | 4.       |
| Britta Steffen                                               | 100 m gyors            | 54,42    | 6.       | 14.      | 54,18    | 6.       | 12.      | kiesett   | kiesett  |
| Daniela Schreiber                                            | 100 m gyors            | 54,43    | 4.*      | 15.*     | 54,39    | 7.       | 15.      | kiesett   | kiesett  |
| Silke Lippok                                                 | 200 m gyors            | 1:58,59  | 5.       | 13.      | 1:58,24  | 7.       | 13.      | kiesett   | kiesett  |
| Jenny Mensing                                                | 100 m hát              | 1:00,72  | 7.       | 21.      | kiesett  | kiesett  | kiesett  | kiesett   | kiesett  |
| Jenny Mensing                                                | 200 m hát              | 2:10,54  | 5.       | 15.      | 2:10,68  | 7.       | 15.      | kiesett   | kiesett  |
| Sarah Poewe                                                  | 100 m mell             | 1:07,12  | 3.       | 7.       | 1:07,68  | 5.       | 11.*     | kiesett   | kiesett  |
| Caroline Ruhnau                                              | 100 m mell             | 1:08,43  | 7.       | 22.      | kiesett  | kiesett  | kiesett  | kiesett   | kiesett  |
| Alexandra Wenk                                               | 100 m pillangó         | 58,85    | 7.       | 21.      | kiesett  | kiesett  | kiesett  | kiesett   | kiesett  |
| Theresa Michalak                                             | 200 m vegyes           | 2:12,75  | 4.       | 11.      | 2:13,24  | 7.       | 12.      | kiesett   | kiesett  |
| Angela Maurer                                                | 10 km nyílt vízi       |          |          |          |          |          |          | 1:57:52,8 | 5.       |
| Britta Steffen Silke Lippok Lisa Vitting Daniela Schreiber   | 4 × 100 m gyorsváltó   | 3:39,16  | 4.       | 9.       |          |          |          | kiesett   | kiesett  |
| Silke Lippok Theresa Michalak Annika Bruhn Daniela Schreiber | 4 × 200 m gyorsváltó   | 7:58,93  | 6.       | 13.      |          |          |          | kiesett   | kiesett  |
| Jenny Mensing Sarah Poewe Alexandra Wenk Britta Steffen      | 4 × 100 m vegyes váltó | 3:59,95  | 4.       | 9.       |          |          |          | kiesett   | kiesett  |

* - egy másik versenyzővel azonos időt ért el

** - a japán Macuda Takesi visszalépése miatt indulhatott az elődöntőben

*** - a dél-afrikai Chad le Clos visszalépése miatt indulhatott a döntőben

## Vitorlázás
Férfi
| Versenyző                         | Versenyszám        | Futam | Futam | Futam | Futam | Futam | Futam | Futam | Futam | Futam | Futam | Futam | Futam | Futam | Futam | Futam | Futam   | Pontszám | Helyezés |
| Versenyző                         | Versenyszám        | 1     | 2     | 3     | 4     | 5     | 6     | 7     | 8     | 9     | 10    | 11    | 12    | 13    | 14    | 15    | É       | Pontszám | Helyezés |
| --------------------------------- | ------------------ | ----- | ----- | ----- | ----- | ----- | ----- | ----- | ----- | ----- | ----- | ----- | ----- | ----- | ----- | ----- | ------- | -------- | -------- |
| Toni Wilhelm                      | Szörfvitorlázás    | 3     | 3     | 4     | 9     | 2     | 5     | 6     | 1     | (15)  | 13    |       |       |       |       |       | 18      | 64       | 4.       |
| Simon Grotelüschen                | Laser              | 14    | 12    | (19)  | 3     | 7     | 8     | 19    | 4     | 13    | 10    |       |       |       |       |       | 2       | 92       | 6.       |
| Patrick Follmann Ferdinand Gerz   | 470-es osztály     | 13    | (17)  | 13    | 16    | 9     | 10    | 11    | 14    | 9     | 10    |       |       |       |       |       | kiesett | 105      | 13.      |
| Frithjof Kleen Robert Stanjek     | Csillaghajó        | 6     | 9     | 8     | 7     | 4     | 6     | (17*) | 11    | 9     | 4     |       |       |       |       |       | 6       | 70       | 6.       |
| Hannes Baumann Tobias Schadewaldt | Könnyű 49-es dingi | 17    | 5     | (20)  | 19    | 15    | 9     | 7     | 14    | 3     | 1     | 10    | 9     | 12    | 13    | 8     | kiesett | 142      | 11.      |

Női
| Versenyző                            | Versenyszám     | Futam | Futam | Futam | Futam | Futam | Futam  | Futam | Futam | Futam | Futam | Futam   | Pontszám | Helyezés |
| Versenyző                            | Versenyszám     | 1     | 2     | 3     | 4     | 5     | 6      | 7     | 8     | 9     | 10    | É       | Pontszám | Helyezés |
| ------------------------------------ | --------------- | ----- | ----- | ----- | ----- | ----- | ------ | ----- | ----- | ----- | ----- | ------- | -------- | -------- |
| Moana Delle                          | Szörfvitorlázás | 4     | 5     | 2     | 5     | (9)   | 5      | 4     | 9     | 3     | 2     | 12      | 51       | 5.       |
| Franziska Goltz                      | Laser radial    | 26    | 20    | 26    | 24    | 18    | (42**) | 28    | 15    | 42**  | 21    | kiesett | 220      | 26.      |
| Friederike Belcher Kathrin Kadelbach | 470-es osztály  | (19)  | 2     | 7     | 13    | 15    | 5      | 6     | 5     | 14    | 11    | 6       | 84       | 8.       |

* - kizárták (fekete zászló)

** - nem ért célba

## Vívás
Férfi
| Versenyző                                                        | Versenyszám       | Selejtező         | 32-es főtábla                    | Nyolcaddöntő                           | Negyeddöntő                                                                            | Elődöntő | Bronz- mérkőzés                                                                       | Döntő             | Helyezés |
| Versenyző                                                        | Versenyszám       | Ellenfél Eredmény | Ellenfél Eredmény                | Ellenfél Eredmény                      | Ellenfél Eredmény                                                                      | Ellenfél Eredmény                                                                                           | Ellenfél Eredmény                                                                     | Ellenfél Eredmény | Helyezés |
| ---------------------------------------------------------------- | ----------------- | ----------------- | -------------------------------- | -------------------------------------- | -------------------------------------------------------------------------------------- | --- | ------------------------------------------------------------------------------------- | ----------------- | -------- |
| Sebastian Bachmann                                               | Tőr, egyéni       | erőnyerő          | Renal Ganyejev (RUS) · 15–9      | Valerio Aspromonte (ITA) · 11-15       | kiesett                                                                                | kiesett | kiesett                                                                               | kiesett           | 15.      |
| Peter Joppich                                                    | Tőr, egyéni       | erőnyerő          | James-Andrew Davis (GBR) · 15–10 | Alá ed-Dín Abu el-Kászem (EGY) · 10-15 | kiesett                                                                                | kiesett | kiesett                                                                               | kiesett           | 11.      |
| Benjamin Kleibrink                                               | Tőr, egyéni       | erőnyerő          | Óta Júki (JPN) · 5-15            | kiesett                                | kiesett                                                                                | kiesett | kiesett                                                                               | kiesett           | 18.      |
| Jörg Fiedler                                                     | Párbajtőr, egyéni |                   | Soren Thompson (USA) · 15–4      | Bas Verwijlen (NED) · 15–8             | Csong Dzsinszon (KOR) · 11-15                                                          | kiesett | kiesett                                                                               | kiesett           | 8.       |
| Max Hartung                                                      | Kard, egyéni      | erőnyerő          | Luigi Tarantino (ITA) · 15–14    | Ku Bongil (KOR) · 15–14                | Szilágyi Áron (HUN) · 13-15                                                            | kiesett | kiesett                                                                               | kiesett           | 7.       |
| Nicolas Limbach                                                  | Kard, egyéni      | erőnyerő          | Adam Skrodzki (POL) · 15–8       | Benedikt Wagner (GER) · 15–7           | Nyikolaj Kovaljov (RUS) · 12-15                                                        | kiesett | kiesett                                                                               | kiesett           | 5.       |
| Benedikt Wagner                                                  | Kard, egyéni      | erőnyerő          | Renzo Agresta (BRA) · 15–6       | Nicolas Limbach (GER) · 7-15           | kiesett                                                                                | kiesett | kiesett                                                                               | kiesett           | 14.      |
| Sebastian Bachmann Peter Joppich Benjamin Kleibrink André Weßels | Tőr, csapat       |                   |                                  |                                        | Oroszország (RUS) · Artur Ahmathuzin · Alekszej Cseremiszinov · Renal Ganyejev · 44-40 | Japán (JPN) · Óta Júki · Csida Kenta · Mijake Rjó · 40-41                                                   | Egyesült Államok (USA) · Race Imboden · Alexander Massialas · Gerek Meinhardt · 45-27 |                   |          |
| Max Hartung Björn Hübner Nicolas Limbach Benedikt Wagner         | Kard, csapat      |                   |                                  |                                        | Dél-Korea (KOR) · Ku Bongil · Kim Dzsonghvan · Von Ujong · 38-45                       | 5–8. helyért · Fehéroroszország (BLR) · Aljakszandr Bujkevics · Valerij Prijomka · Dzmitrij Lapkesz · 45-40 | 5. helyért · Kína (CHN) · Vang Csing-cse · Csung Man · Liu Xiao · 45-30               |                   | 5.       |

Női
| Versenyző                                       | Versenyszám       | Selejtező                    | 32-es főtábla                     | Nyolcaddöntő                    | Negyeddöntő                                           | Elődöntő                                                                                       | Bronz- mérkőzés                                                                                | Döntő                      | Helyezés |
| Versenyző                                       | Versenyszám       | Ellenfél Eredmény            | Ellenfél Eredmény                 | Ellenfél Eredmény               | Ellenfél Eredmény                                     | Ellenfél Eredmény                                                                              | Ellenfél Eredmény                                                                              | Ellenfél Eredmény          | Helyezés |
| ----------------------------------------------- | ----------------- | ---------------------------- | --------------------------------- | ------------------------------- | ----------------------------------------------------- | ---------------------------------------------------------------------------------------------- | ---------------------------------------------------------------------------------------------- | -------------------------- | -------- |
| Carolin Golubytskyi                             | Tőr, egyéni       | erőnyerő                     | Saskia van Erven (COL) · 14–9     | Elisa Di Francisca (ITA) · 9-15 | kiesett                                               | kiesett                                                                                        | kiesett                                                                                        | kiesett                    | 12.      |
| Imke Duplitzer                                  | Párbajtőr, egyéni | María Martínez (VEN) · 15–10 | Sun Yujie (CHN) · 10-15           | kiesett                         | kiesett                                               | kiesett                                                                                        | kiesett                                                                                        | kiesett                    | 29.      |
| Britta Heidemann                                | Párbajtőr, egyéni | erőnyerő                     | Bianca del Carretto (ITA) · 14–13 | Li Na (CHN) · 14–13             | Sarra Besbes (TUN) · 15-12                            | Szin Aram (KOR) · 6-5                                                                          |                                                                                                | Jana Semjakina (UKR) · 8-9 |          |
| Monika Sozanska                                 | Párbajtőr, egyéni | erőnyerő                     | Violetta Kolobova (RUS) · 15–14   | Szin Aram (KOR) · 9-14          | kiesett                                               | kiesett                                                                                        | kiesett                                                                                        | kiesett                    | 10.      |
| Bujdosó Alexandra                               | Kard, egyéni      |                              | Səbinə Mikina (AZE) · 13-15       | kiesett                         | kiesett                                               | kiesett                                                                                        | kiesett                                                                                        | kiesett                    | 20.      |
| Imke Duplitzer Britta Heidemann Monika Sozanska | Párbajtőr, csapat |                              |                                   |                                 | Kína (CHN) · Luo Xiaojuan · Sun Yujie · Li Na · 42-45 | 5–8. helyért · Ukrajna (UKR) · Jana Semjakina · Olena Krivicka · Kszenyija Pantelejeva · 45-36 | 5. helyért · Románia (ROU) · Ana Brânză · Simona Gherman · Anca Măroiu · Loredana Dinu · 45-36 |                            | 5.       |